# Mademoiselle Julie
Cet article concerne la pièce de théâtre. Pour le film de Liv Ullmann, voir Mademoiselle Julie.
Pour les articles homonymes, voir Mademoiselle (homonymie).
Mademoiselle Julie (Fröken Julie, Ett naturalistiskt sorgespel) est une « tragédie naturaliste » en un acte de l'écrivain suédois August Strindberg créée à Copenhague le 14 mars 1889 dans une mise en scène de l'auteur, avec Siri von Essen, son épouse, dans le rôle-titre. 
Huis clos nocturne et tragique entre Julie, la jeune aristocrate, Jean et Kristin, le valet et la cuisinière de son père, cette pièce écrite en 1888 et jugée trop sulfureuse par les autorités suédoises a d'abord été jouée au Danemark, à l'occasion d'un séjour de l'auteur, puis en Allemagne et en France, avant de l'être enfin au Studentteater de Lund en 1906.
Filmé pour la première fois en 1912, sous la direction d'Anna Hofman-Uddgren, le drame a été repris en 1951 par le réalisateur Alf Sjöberg. La chorégraphe Birgit Cullberg en a fait un ballet créé à Västerås en 1950 sur une musique de Ture Rangström. En 2005, le compositeur belge Philippe Boesmans en fait un opéra créé au théâtre de la Monnaie à Bruxelles.

## LaPréfacede Strindberg

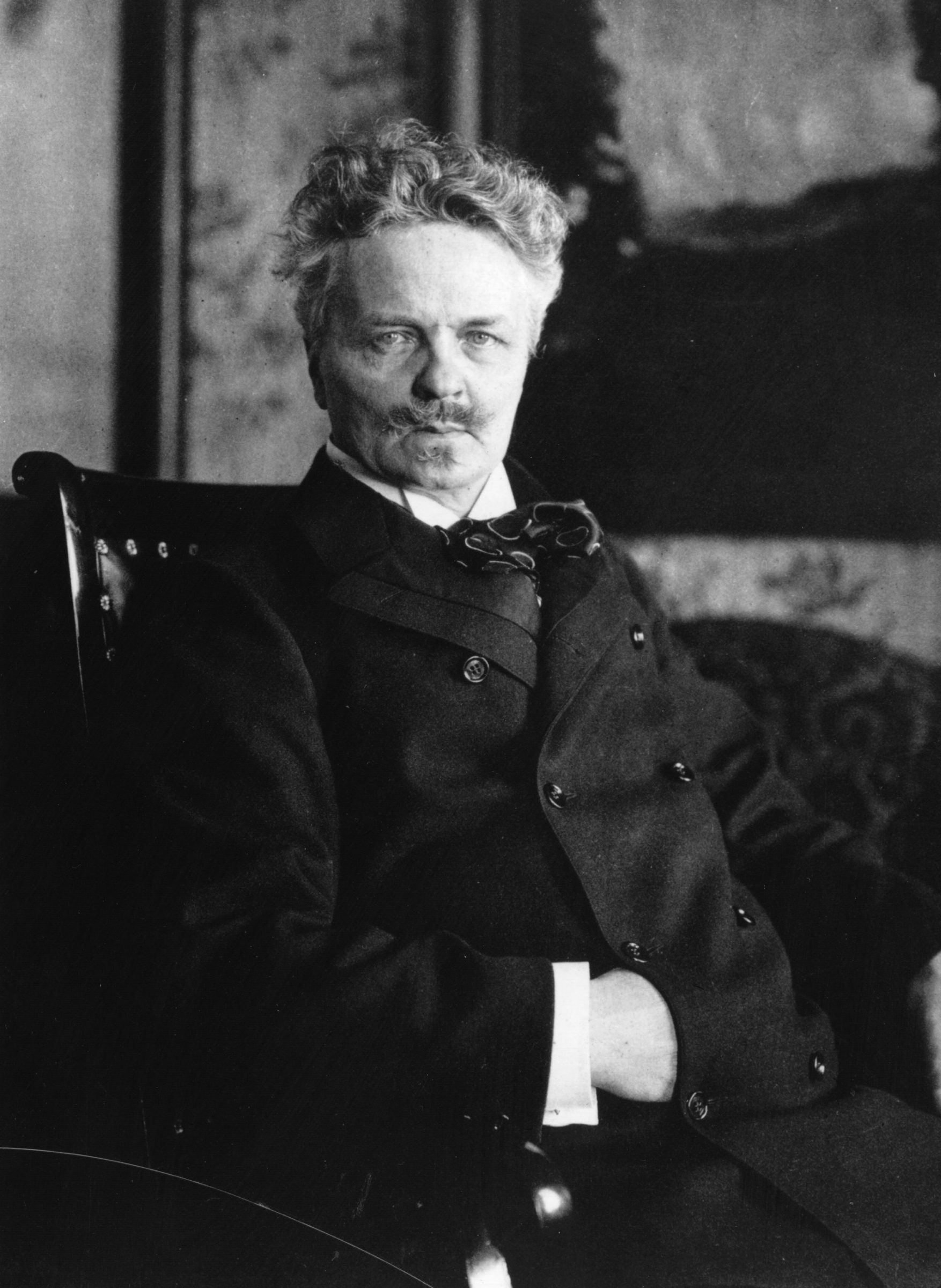
August Strindberg

Dans sa « préface » à Mademoiselle Julie, rédigée presque en même temps que la pièce, exactement entre le 10 août 1888 et le 15 août 1888, August Strindberg livre au lecteur sa conception de l'art dramatique. D'après son expérience, le théâtre — et l'Art en général — serait une sorte de Biblia pauperum, une Bible en images accessible aux analphabètes. Partant de ce constat, Strindberg justifie sa propre démarche et explique son cheminement dans l'élaboration de Mademoiselle Julie.

### Analyse sommaire de la pièce et de l'intrigue
Avant de tenter de comprendre la pièce à la lumière de sa « préface », il convient d'en résumer la structure et l'intrigue, telles que les ont vues les manuels scolaires, par exemple. Mademoiselle Julie est une pièce structurellement « classique » au sens le plus strict du terme. Le dramaturge, pour des raisons qu'il expose dans sa « préface », y respecte la règle des trois unités : de temps (à la fin du XIXe siècle, par une nuit d'été à la veille de la Saint-Jean), de lieu (la cuisine d'une demeure patricienne située dans la campagne suédoise) et d'action (un jeu de la séduction entre maître(sse) et valet, de l'exposition au dénouement tragique). En outre, l'auteur s'est interdit toute rupture dans la continuité du spectacle : sa pièce ne comporte ni entracte ni pause ni même changement de décor, tout se passant dans l'espace clos d'une cuisine. Mademoiselle Julie, selon Strindberg, est une « tragédie naturaliste », un huis clos nocturne et tragique dans lequel s'affrontent deux personnages opposés et équivoques : Julie, fille d'un comte suédois ; Jean, son serviteur. Vient se mêler à ce « duel » un personnage que Strindberg a voulu falot mais qui se révélera utile dans le ménagement du suspens : Kristin, la cuisinière et la fiancée de Jean dont la seule présence contribue à retarder le dénouement et à précipiter le suicide final. Apparemment, la pièce fonctionne sur le mépris : le mépris de Julie pour ses serviteurs reçoit en écho leur mépris pour leurs maîtres. À l'orgueil de Julie répond celui de Jean. Prisonnière du sentiment de supériorité de sa classe sociale inculqué par son éducation et de la haine des hommes distillée par sa mère, Julie affronte Jean et veut le dominer. Elle veut aussi dominer l'homme comme elle croit avoir le droit de dominer le valet de son père. À sa violence répondra celle de Jean qui se révélera le plus fort à ce jeu cruel de séduction-répulsion qu'elle a entamé avec lui. Cet affrontement entre Julie et Jean n'est donc pas seulement une lutte de classes mais également une lutte entre une femme et un homme, une lutte de pouvoir. Les personnages de Strindberg sont donc tous animés par la volonté de se dominer les uns les autres. Cette recherche permanente de la domination conduit la protagoniste à connaître immanquablement une fin tragique. Certains ont vu dans la pièce la preuve que pour Strindberg, sur qui l'influence de Friedrich Nietzsche s'est fait sentir, les espoirs qu'entretiennent les individus d'échapper à leur destin social sont une illusion.

### La nuit de la Saint-Jean en Suède
À la lecture des textes d'Agneta Lilja, maître de conférences en ethnologie au Centre d’enseignement supérieur de Södertörn de Stockholm sur l’histoire des fêtes et traditions suédoises, on comprend mieux le choix temporel de Strindberg. 

« Dans les campagnes, dit-elle, la Saint-Jean était un hommage à l’été et à la fécondité de la nature. Sans doute dès le XVIe siècle, on dressait comme en Allemagne de grands mâts (arbres de mai) ornés de feuillage, autour desquels on dansait. La nuit de la Saint-Jean, la plus claire de l’année, était considérée comme un moment magique, particulièrement propice pour interpréter les présages et chercher à connaître son avenir. Les jeunes filles mangeaient une bouillie salée (censée favoriser les rêves) en espérant voir en rêve leur futur époux venir leur apporter de l’eau. Elles pouvaient aussi veiller près d’une source pour voir dans l’eau l’image de celui qui leur était destiné,. »

La célébration festive du renouveau estival est d'autant plus importante en Suède, rappelle Po Tidholm, que l'été suédois ne dure que de mai à septembre, avec le retour des nuits froides et la mort de la végétation. Il ajoute que la Saint-Jean est à la fois une fête magique et religieuse. La phrase qui suit montre à quel point Strindberg est en phase avec la tradition populaire dans Mademoiselle Julie. Po Tidholm, critique au quotidien Dagens Nyheter où il est auteur des textes principaux sur la célébration des fêtes suédoises donne cette explication qui éclaire le spectateur de Strindberg : 

« Selon les croyances populaires, la nuit de la Saint-Jean était une nuit magique, placée sous le signe de l’amour. D’une certaine manière, elle l’est toujours ; c’est pendant la nuit la plus claire de l’année que les Suédois mettent à l’épreuve leurs relations sentimentales. Sous l’effet de l’alcool, des vérités se font jour, qui peuvent conduire au mariage aussi bien qu’au divorce. »

L'intrigue de la pièce peut finalement se résumer par les caractéristiques de cette nuit de la Saint-Jean : « hommage à la fécondité de la nature », « un moment propice pour chercher à connaître son avenir », à se trouver un époux, une nuit « placée sous le signe de l'amour », c'est-à-dire sous le signe de la vérité, « des vérités » qu'on a le droit de se dire « sous l'effet de l'alcool » et qui conduiront Julie, à peine séparée de son fiancé, au suicide.
Vue sous cet angle, la nuit de la Saint-Jean est un actant important du drame. Strindberg se défend dans sa préface d'avoir voulu reconstituer la joie de la fête populaire. Du reste, il choisit de la représenter sous forme de ballet pour éviter, dit-il, « la foule de clowns [qui voudraient] saisir l'occasion de faire rire et de rompre ainsi l'illusion ». Il ne craint pas d'avouer la « méchanceté » de la « chanson diffamatoire » dont les paroles ont été « emprunté[es] d'une ronde populaire peu connue [...] notée [...] dans la région de Stockholm. » En fait Strindberg entend ne pas rompre la tonalité tragique de l'ensemble et « ne veux pas, dans une action sérieuse, de bouffonneries, pas de rires grossiers dans une situation où se ferme le tombeau d'une famille. » D'ailleurs, dans la pièce, Strindberg transgresse la tradition : Jean, le valet, boit du bourgogne ; sa maîtresse, Julie, de la bière. En outre, l'aristocrate se plaît à danser avec le peuple ; le domestique, lui, répugne à se mêler à la populace. Quand l'un dit « Je ne suis pas grand amateur de bière mais si Mademoiselle l'ordonne... », la demoiselle en question avoue : « J'ai des goûts si simples que je préfère [la bière] au vin. » Quand l'une dit : « J'honore le bal des domestiques de ma présence », le domestique rétorque « Danser avec cette canaille, là-haut, ça ne me plaît pas. »
La Saint-Jean de Mademoiselle Julie participe du cadre de la tragédie. 

### Résumé de laPréface

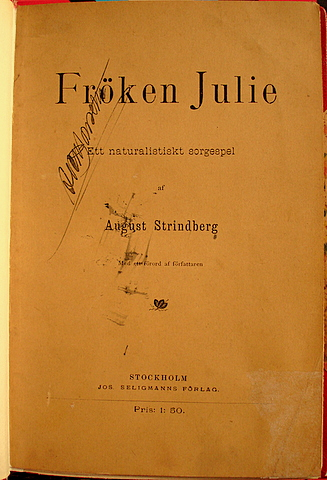
Édition originale de Mademoiselle Julie. Première de couverture.

Du point de vue explicite de Strindberg, l'auteur dramatique n'est que le communicateur des idées du jour qu'il entreprend de faire passer aux classes populaires et aux classes moyennes sous une forme aisément accessible. Le théâtre est ainsi le lieu privilégié de l'instruction de la jeunesse et des gens peu cultivés ainsi que des femmes, tous ayant en commun d'avoir gardée intacte la capacité primitive de tromper et d'être trompé, de se laisser succomber à l'illusion et au pouvoir hypnotique de l'auteur. 
En cette fin du XIXe siècle, le théâtre, comme la religion, se meurt, tous deux ne disposant plus des conditions nécessaires à la réussite. Cette crise, commencée dans les bastions culturels que sont l’Angleterre et l’Allemagne, a fini par toucher l’art dramatique européen tout entier. Certes, des tentatives de relèvement ont été entreprises dans d’autres pays, mais il appert que le public n’a pas compris les thèmes nouveaux traités selon les formes anciennes. Ces essais ont donc abouti à un échec. Strindberg illustre ce constat par un passage d’évangile : « On met le vin nouveau dans des outres neuves ; autrement les outres éclatent, le vin se répand, et les outres sont perdues », qu'il métaphorise ainsi : « On n'a pas trouvé de forme nouvelle adaptée au contenu nouveau, et le vin nouveau a fait éclater les vieilles bouteilles. »
Strindberg avoue que lui-même ne cherche dans cette œuvre qu'à moderniser la forme théâtrale, sans invention artificielle et superflue, uniquement pour répondre à la demande du public. Il a notamment fait en sorte de traiter un sujet qui suscite l’intérêt du spectateur, s’adresse à toutes les couches de la société, au meilleur et au pire, aux hommes comme aux femmes : la déchéance.
Aussi peut-on caractériser Mademoiselle Julie comme une tragédie représentée sur scène. Si la dégradation sociale de la jeune héroïne suscite en nous de l’empathie, c’est parce que nous avons la faiblesse de penser que nous pourrions subir le même sort. De cette façon se met en place un processus d'identification, même si les conditions de vie du spectateur sont beaucoup plus enviables que celles de Mademoiselle Julie. Sa « joie de vivre » entre en collision avec la cruauté d'une existence qui l’étouffe inexorablement. En réalité, tout est affaire de sentiment. Pour un spectateur impressionnable la seule pitié sera jugée insuffisante ; l'homme de foi, confiant en l'avenir, y puisera quelque remède. Le mal absolu n'existe pas dans la mesure où, quand une famille tombe, une autre a la chance de la remplacer dans son bonheur perdu. La chute apparaît alors dans le drame comme un des grands plaisirs de la vie, le bonheur n'étant que relatif. En fait, l'existence n'a rien de mathématique : on ne peut la résumer par une chaîne où le gros mange le petit, car il est commun qu'une abeille tue un lion ou le rende fou. 
Tant et si bien que la réception de l'œuvre dépend de chacun. Le spectateur est libre de trouver tragique l'issue de Mademoiselle Julie. C'est affaire de jugement et de sensibilité personnelles. Nous sommes libres d'être aussi rompus à la décadence que les révolutionnaires qui voyaient dans la chute du régime monarchique une occasion de soulagement et de plaisir sans réserve.
Strindberg affirme qu'il ne trouve l'intérêt de vivre que dans le combat et la connaissance. Aussi a-t-il choisi un cas inhabituel, une singularité instructive, une exception qui confirme la règle même si elle est susceptible de déconcerter les amateurs de banalités. En outre, il a fait une découverte importante : nulle action n'est motivée par une seule cause et ne doit être examinée d'un seul point de vue. 
Le dramaturge sait pertinemment que nombre de critiques n’accepteront pas sa tragédie parce que, précisément, la logique qui porte l’intrigue ne se donne pas immédiatement à saisir et qu’elle doit donner lieu à une multitude d’interprétations causales. Pour quelle(s) raison(s), par exemple, Mademoiselle Julie est-elle poussée au suicide : le caractère de sa mère, l'éducation donnée par son père, son propre caractère, l'influence qu’exerce Jean sur son esprit affaibli ? Oui, mais peut-être aussi l'ambiance festive de la nuit de la Saint-Jean, l'absence de la figure paternelle, la menstruation, son identification à un animal, l'influence aphrodisiaque des fleurs et, surtout, la perspective de se retrouver seule dans une chambre avec le domestique et son propre désir sexuel irrépressible. Selon l'écrivain, cette pièce présente les caractéristiques du type même de la multiplicité des causes. Aussi les personnages de Strindberg se démarquent-ils des modèles du théâtre ancien : ils n’ont pas une identité exclusive et définitive, ce qui présuppose l’acceptation d’une richesse psychologique que seuls les naturalistes férus d’observation peuvent admettre : « L'âme de mes personnages (leur caractère) est un conglomérat de civilisations passées et actuelles, de bouts de livres et de journaux, des morceaux d'hommes, des lambeaux de vêtements de dimanche devenus haillons, tout comme l'âme elle-même est un assemblage de pièces de toutes sortes. »
D’après Strindberg, Mademoiselle Julie présente les particularités suivantes : le dialogue a été mûrement réfléchi en vue de rendre les personnages plus réels. Il s’agit d'ôter à l'intrigue tout effet de symétrie, pour la rendre aussi éloignée de toute règle logique que dans la vraie vie. L’intrigue se déroule selon une série d'effets de surprise provoqués par la psychologie de chacun, d’où la volonté délibérée du dramaturge de ne ménager aucun entracte, aucun temps mort. Il s'agit de donner plus de pouvoir à « l’influence suggestive de l’auteur-magnétiseur ». Le public est ainsi empêché d’intérioriser le spectacle et de démonter les mécanismes de la tragédie avant le tomber de rideau : l'utilité des monologues, les choix scéniques, les subterfuges qui permettent de simuler un cadre réel, le maquillage réaliste, l’éclairage qui cherche à rendre le naturel de la lumière du jour. Rien qui puisse permettre de faire le lien entre les procédés dramaturgiques et les raisons philosophiques qui ont présidé à la tragédie et à son déroulement, dans tout ce qui a réussi à créer le drame naturaliste.
Quand Strindberg envisage le spectacle dramatique comme le colportage des idées contemporaines dans une forme populaire par un « prédicateur laïque », insistant sur le fait qu’il n’a pas cherché la nouveauté pour la nouveauté, mais uniquement pour moderniser la forme de manière à répondre aux demandes des spectateurs contemporains, il est douloureusement conscient que le théâtre de son temps est moribond. Mademoiselle Julie est donc pensé par anticipation d’un « spectateur hypersensible ». Strindberg se sent fondamentalement concerné par la double réponse, intellectuelle et éthique, que son œuvre va engendrer. Il aspire au moment où nous aurons mis au rebut ces mécanismes inférieurs et peu fiables que nous appelons les sentiments, devenus superflus lorsque nous aurons atteint la plénitude de la maturité de notre jugement. Pour réaliser cette projection, Strindberg tente de créer une alchimie complexe imitée de la psychologie, refusant le réalisme de surface. Il postule Mademoiselle Julie comme une mimésis de l'intériorité. Son ambition est de répondre à la curiosité intellectuelle du spectateur qui ne recherche pas tant à assister à un événement que de comprendre quelles en sont les causes. Strindberg se propose de montrer un reflet fidèle mais relatif du psychisme d'un sujet confronté à un conflit public ou secret avec lui-même et avec les autres. Les caractères de ses personnages et la « multiplicité des causes » dont ils sont les transmetteurs continuent à se multiplier, à se développer, à évoluer tout en restant trop difficiles à capter, à classer et à observer. La puissance mimétique suppose que l'auteur s'engage fondamentalement dans une indétermination psychologique qui seule peut éventuellement éduquer un public. Strindberg souhaite que, comme lui, le spectateur « prenne plaisir à connaître et à découvrir ». Mademoiselle Julie démontre l'importance des problèmes liés à l'ascension sociale et au déclin, à la culture et à l'inculture, à l'élite et au démuni, à l'homme et à la femme, tous thèmes potentiels perpétuellement intéressants. Il anticipe même la vive opposition à Mademoiselle Julie. Le jeu théâtral est finalement un instrument orienté, mais ne garantit pas l'émergence d'un public plus perspicace. Le drame est littéralement et métaphoriquement une collaboration. Le jeu théâtral peut dynamiser l'imagination d'un public dans un cadre fictif, mais il reste à chacun le droit et le pouvoir de le compléter. La « préface » de Strindberg invite donc le public à considérer « Mademoiselle Julie » comme l'occasion d'assister à l'exploration d'un douloureux processus, mais, surtout, comme une possibilité de découvrir et de changer, bref, d'apprendre. Ainsi « le théâtre pourrait redevenir un lieu pour gens instruits ».
En conclusion, si Strindberg souhaite le succès de ce nouveau théâtre au point qu’il devienne une institution propre à édifier les gens instruits, il sait qu’il lui faudra encore patienter et se contenter de contribuer à son répertoire futur. En tout cas, dit-il, « si ce n’est pas réussi, il sera toujours temps de faire mieux ! »

## Des intentions programmatiques de la «préface» à la réalisation scénique
La pièce d’August Strindberg a suscité de nombreuses controverses et provoqué un débat critique assez diversifié. Mademoiselle Julie a d’abord été interdit ou censuré dans toute l’Europe de la fin du XIXe siècle. On pensait alors que les situations et les postures traitées étaient moralement et socialement subversives. On trouvait inconvenant et inconcevable que la fille d’un aristocrate pût séduire le valet de son père qui, à son tour, la contraignait à se suicider. La première réaction fut donc immédiatement négative : la condamnation de la pièce fut générale, fanatique, indignée et on ne chercha pas, loin de là, à diffuser le texte de quelque façon que ce fût. Au contraire, Mademoiselle Julie devint une cible facile en tant qu'elle était soupçonnée de symboliser toute la corruption et les dangers d’un monde gagné par le modernisme. 
Cependant au début du XXe siècle, l'aspect moral de la pièce commence à s'estomper au profit d'analyses d'ordre littéraire et artistique. Il s'agit alors de comprendre ce que Strindberg entend par « tragédie naturaliste ». 

### Les premiers critiques: un beau projet non réalisé
Strindberg ne décrit pas dans sa « préface » la psychologie humaine en général, mais il tend tous ses efforts dans Mademoiselle Julie à réaliser ce que les premiers critiques du XXe siècle, comme Otto Heller ou Archibald Henderson, verront dans le drame : l’expression d’une conscience personnelle et l’affirmation d’un moi profond. Cette hypothèse de sens est considérée comme l’excellence littéraire ou la cible d’une raillerie assassine. Tout dépend du cadre critique dans laquelle elle s’inscrit. 

#### Otto Heller ou l'«obsession dumoi»

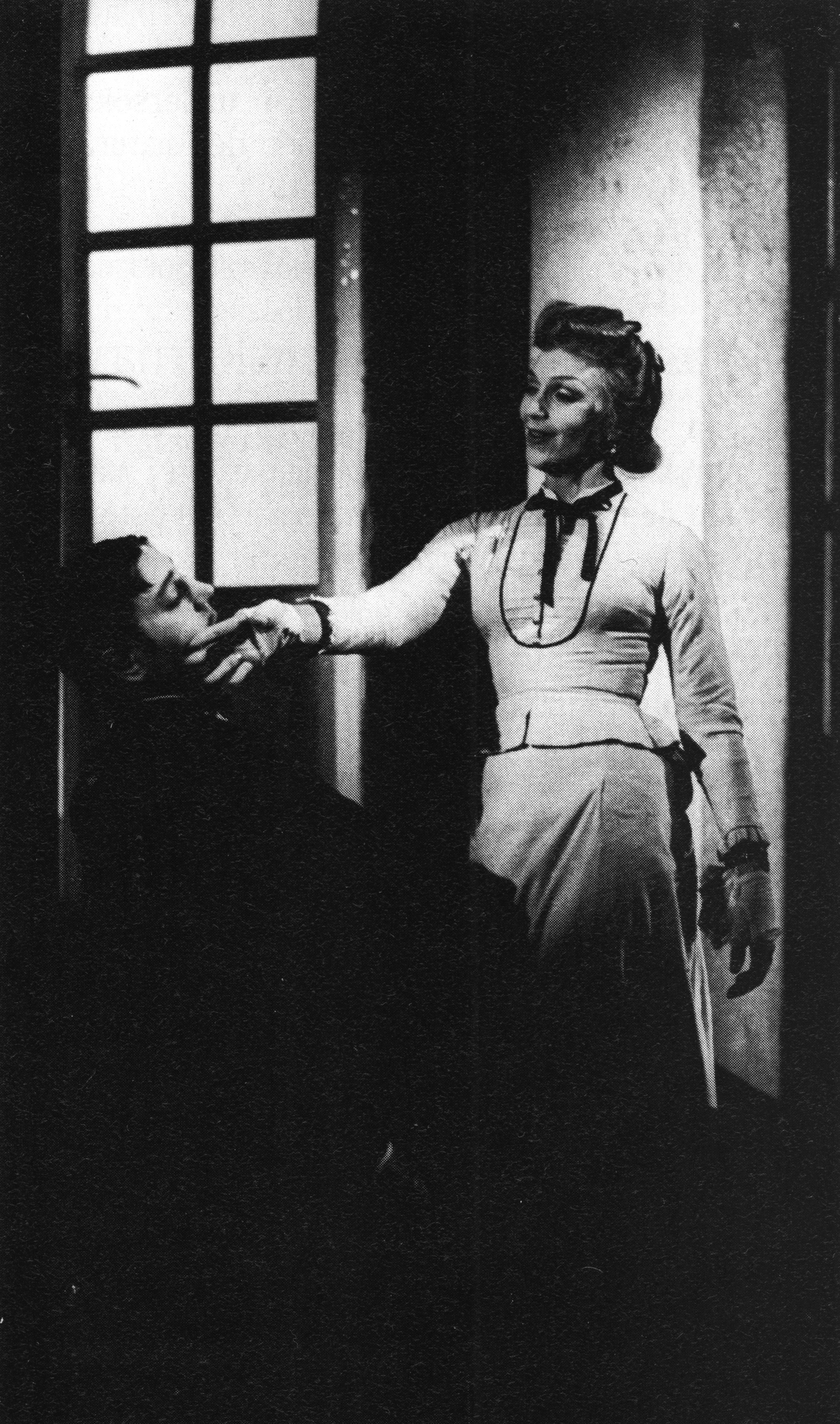
Mademoiselle Julie au Théâtre royal de Stockholm vers 1950. Avec Inga Tidblad et Ulf Palme

« Prophète de la dissidence », Otto Heller emploie un argument de poids pour justifier son évaluation très pragmatique du mérite de l’œuvre de Strindberg. Selon Heller, il n'y a aucune différence entre Strindberg et son art. Strindberg est l’unique protagoniste de la totalité de sa production dramatique. Un tel point de vue critique n’est possible que si Heller ne tient compte que de la « préface » de Strindberg, occultant presque entièrement Mademoiselle Julie, entre autres pièces du répertoire. Heller comprend bien l'objectif pragmatique que Strindberg a tracé pour lui-même quand il déclare qu’« il voit la littérature à l’égal de la presse sérieuse : elle doit chercher à influencer non à divertir. C’est la préoccupation de Strindberg, voire une quasi obsession à son seul profit ce qui l’empêche, affirme Heller, d'atteindre son objectif. Julie et Jean ne sont pas des personnages dénués de caractère ; ce sont des facettes de la personnalité aberrante de Strindberg. Rarement, sinon jamais, un écrivain n'a montré « une telle inaptitude à reproduire les pensées et les sentiments d'autrui [...] Tous ses protagonistes ne sont que des projections de ses propres sentiments et de ses propres idées ». Heller veut bien admettre que le théâtre de Strindberg a pu, dans une certaine mesure, « rendre de précieux services à son époque », mais comme « un cas typique de certaines maladies mentales et morales qui, en son temps, s'était propagé comme une épidémie au monde lettré dans sa quasi-totalité » ; à moins que son théâtre n'ait pu servir à l’étude d’un spécimen intéressant « le domaine inexploré de la psychologie analytique ». En réalité, Heller finit par conclure à la supériorité morale et intellectuelle de Strindberg. La littérature doit faire progresser la connaissance et améliorer la condition humaine. Mais le fait est, selon Heller, que l’œuvre de Strindberg, malgré ses bonnes intentions, « n’a rien ajouté à ce qu’on avait déjà compris de l’homme ».

#### Archibald Henderson: de la lutte dumoià la réalisation de soi
Paradoxalement, Archibald Henderson s’appuie sur la même théorie d’une conscience personnelle et artistique comme gage de réussite littéraire plutôt que d’un éventuel échec. Certes Mademoiselle Julie a connu des fortunes diverses même si on juge sa réception sous ce seul angle. Henderson en fait une loi fondamentale, explicitée sans aucune ambiguïté : « Le but suprême de la grande littérature de notre temps a été et demeure l'expression d'une certaine forme d’aboutissement artistique, de la lutte du « moi » à la réalisation de soi. ». Comme « le meilleur analyste subjectif des temps modernes » ou comme un parfait « journaliste de sa propre conscience », Strindberg et son art sont désespérément corrélés . Telle celle de Mademoiselle Julie, sa vie est « essentiellement chaotique [à tel point] qu’il semble défier l'analyse, la compréhension ou même la mise en relation ». Parce que nous ne pouvons pas donner un sens à sa vie, affirme Henderson, son drame reste insaisissable, voire inquiétant. Mademoiselle Julie est l'un des drames les plus surprenants, les plus choquants de notre temps. Mais la laideur de son thème est sa principale raison d’être ». Les problèmes soulevés dans Mademoiselle Julie sont certes repoussants, mais ce sont tout simplement les résultants de son expérience vitale, de son idéalisme souillé par une amertume extrême. La critique d’Henderson ne juge la pièce qu’indirectement. Pour lui, Mademoiselle Julie contredit la « préface » de Strindberg, avec sa volonté de distanciation ou d’influence : « Dans sa remarquable préface, Strindberg donne les explications les plus élaborées de l'objet, de la destination et de la signification de sa tragédie, mais on ne trouve nulle part un atome de réalisation de son projet dans la pièce elle-même ». Il a promis de susciter un nombre incalculable d’interprétations possibles pour Mademoiselle Julie mais « sa préface n’est qu’un moyen délicat de nous donner la portion congrue de tout ce qui manque à la pièce » pour mettre la théorie en pratique. En outre, Henderson est insensible aux déclarations de principe de Strindberg sur les conflits de classe entre l'aristocratie et la paysannerie. Il les juge artificielles, peu convaincantes et irréalistes. En revanche, la psychologie personnelle et partiale de Strindberg est bien supérieure à sa capacité à créer une représentation cohérente et universelle de l'âme humaine, même en tenant compte du fait que Mademoiselle Julie est marquée du sceau de la « désillusion des femmes ». Pourtant Henderson croit à cette revendication du dramaturge suédois, non pas parce que l’amertume de sa propre expérience aurait amené Strindberg à lutter aux côtés des femmes, mais à partir des déclarations ouvertement misogynes de Strindberg dans sa « préface » : « Mademoiselle Julie est un personnage moderne », « une femme à moitié femme seulement ». « Symbole de décadence et de corruption, [...] Jean ne la fouette que parce qu'il est un homme. Sexuellement, c’est un aristocrate en vertu de sa force virile, de ses sens plus finement développés et de sa capacité à prendre l'initiative ». À bien des égards, la lecture de Mademoiselle Julie proposée par Henderson semble en réaction ou en contradiction avec les propositions émises par la « préface ». Pourtant, malgré les insuffisances de la pièce, Henderson reconnaît expressément les qualités artistiques de Strindberg : Mademoiselle Julie est l’œuvre d'« un artiste accompli, dont l'idéal fut d’enrichir la culture. »

### La critique moderne etMademoiselle Julie
Il ne saurait être question de laisser croire que les préoccupations des critiques contemporains ont permis une approche plus fine de cette œuvre littéraire que celles de leurs prédécesseurs. Aujourd’hui encore, les différents points de vue alimentent un débat toujours aussi riche. Si les questions d’ordre moral et social ont perdu de leur radicalité dans les décennies qui ont suivi la publication de la pièce, il n’en reste pas moins vrai que la discussion est toujours actuelle, animée et profondément diverse, voire contradictoire. Certes, les critiques modernes sont moins préoccupés, en général, par les conséquences pragmatiques de la littérature et ont cessé d’utiliser la « préface » de Strindberg comme le pivot de leur mode interprétatif. Elle ne leur sert plus guère à comprendre ou à expliquer Mademoiselle Julie. Certains des argumentaires passés sont devenus des hypothèses théoriques qui ne cherchent plus à interpréter le fond (l'art de Strindberg est une réflexion, à un degré plus ou moins avancé, de sa psyché). Les préoccupations fondamentales de la critique d’Evert Sprinchorn, d’Egil Törnqvist, de Brian Jacobs ou de Raymond Williams portent davantage sur la structure de la pièce.

#### Evert Sprinchorn: une nouvelle forme de tragédie moderne
Les considérations sociales de Strindberg n'ont plus l’importance primordiale qu’ils avaient autrefois. Pour cette raison, Evert Sprinchorn se concentre sur les aspects formels de la pièce. Il se fonde sur l’appellation générique apposée à Mademoiselle Julie par Strindberg lui-même dans sa « préface » pour essayer de démêler le paradoxe qu'implique l'emploi simultané des termes « tragédie » et « naturaliste ». Sprinchorn en vient à conclure que Mademoiselle Julie n’est pas une vraie tragédie bien qu’elle aspire à être une expression moderne de cette forme classique . Sprinchorn, lui aussi, tente de se distancier de la « préface » afin d’analyser le texte comme une structure isolée des stratégies esthétiques uniformes : « La "préface" a été écrite pour "vendre" la pièce plutôt que pour l'expliquer ». Sprinchorn met en garde contre une interprétation qui privilégierait Strindberg aux dépens de son propre travail ; la pièce peut et doit être traitée comme une entité séparée et distincte. Cependant, c’est tout de même sur la « préface » que Sprinchorn fonde son argument le plus important. Comment une pièce peut-elle être simultanément une tragédie naturaliste, se demande-t-il, puisque le naturalisme cherche à nier l'existence du libre arbitre ? À partir de là, Sprinchorn fait tout un travail d’identification, tentant de concilier les aspirations programmatiques de la « préface », les personnages censés les réaliser et les rebondissements de la pièce. La « préface » tente d'articuler « une forme supérieure du naturalisme », une « exaltation de la vie », plutôt qu'une « imitation fidèle de la nature ». La tâche de Strindberg-dramaturge revient alors à un exercice de « réalisme sélectif ». Ainsi, Mademoiselle Julie « atteint au paroxysme de la catastrophe ». Les traits de caractère qui définissent Julie créent « l’équivalent du destin ou de la loi universelle des Grecs », et Julie est, en définitive, « l'arbitre final », elle est « son propre oracle ». Ces conclusions semblent souligner la relation dynamique entre les personnages fixes ou évolutifs décrite par Strindberg. La tragédie se situe au sein d’un immense paradoxe : l’horrible et le sublime. Plutôt que d'essayer de résoudre ce paradoxe, Sprinchorn affirme que Strindberg s’efforce de l'exploiter « pour entraîner l'inconscient sur la scène avec une telle intimité [que] la vie intérieure devient la vie extérieure ». Bien que Sprinchorn lui-même semble l’ignorer, cette relation paradoxale entre la pièce de Strindberg et sa « préface » alimentait déjà l’analyse structurale du critique moderne.

#### Egil Törnqvist et Barry Jacobs: la tentation d'un «sophisme d’intentiona posteriori»
Egil Törnqvist (sv) et Barry Jacobs, dans leur livre Mademoiselle Julie de Strindberg, soulignent l'importance et la nécessité cruciales d'explorer l’interconnexion entre la « préface » et la pièce. « Avec sa préface, [Mademoiselle Julie] est considéré comme l'illustration parfaite du drame naturaliste... Pour nombre de critiques exigeants, la préface a servi de guide et de mode d’emploi de la pièce ». Alors que la « préface » de Strindberg offre une perspective totalement nouvelle, Törnqvist et Jacobs, comme Sprinchorn, nous encouragent à « la considérer comme la clef de toute analyse critique exceptionnellement ouverte ». S’ils veulent établir avec certitude la place de Mademoiselle Julie dans la littérature, ils se croient contraints de se poser la question : « Qu'est-ce que Strindberg a voulu faire avec sa préface ? ». Cette « préface » a sûrement été écrite après la pièce. Pourtant, les idées qu’elle exprime semble corollaires et ne reflètent pas directement les actions et les thèmes de la pièce elle-même. Au mieux, Mademoiselle Julie exprime seulement partiellement les idées présentées dans la « préface ». Soit elle est une réaffirmation des objectifs de Strindberg après qu'il a écrit Mademoiselle Julie, soit elle développe de nouveaux principes témoins d’une évolution chez Strindberg après l’écriture de sa pièce. Selon Törnqvist et Jacobs, la « préface » décrit Mademoiselle Julie comme une tentative de communication sur la compréhension du théâtre futur en termes de contenu et de forme. « Strindberg ne se lasse pas de souligner qu'il a écrit un drame tout à fait moderne ». Parce que la pièce est destinée à une élite intellectuelle à venir, Törnqvist et Jacobs laissent le texte de côté pour gloser sur le lecteur ou le public bien davantage que sur la qualité intrinsèque de la pièce. « Partout dans la préface on tombe sur les thèses darwinistes ». Les écarts entre les interprétations scéniques et la « préface » sont par conséquent à mettre sur le compte d’une évolution du dramaturge. Törnqvist et Jacobs insistent, cependant, pour ce qui concerne Jean, par exemple, sur le fait qu'il est d'abord et avant tout un personnage particularisé et non inventé par Strindberg ; il représente une nouvelle espèce d’aristocrate. Tous deux se fondent sur l'hypothèse que la pièce, « largement ouverte », connote alors que la préface, puisqu’elle dénote, est « principalement fermée ». Ils en viennent à conclure que pour mettre en relief la valeur de la pièce et sa réalité artistique, il faut éviter ce qu’ils nomment un « sophisme d’intention a posteriori » et que, à s’en tenir du simple point de vue critique, il faudrait finalement ignorer la « préface ». « On peut toujours découvrir dans la pièce les idées que Strindberg expose dans sa préface. Ces idées ont d’ailleurs été à la source du théâtre moderne ». Törnqvist et Jacobs sont probablement historiquement responsables d’avoir mis la « préface » de Strindberg en marge de l’application littéraire et dramatique qu'elle prétend exprimer. Mais s’ils mettent en garde contre une posture unique qui consisterait à privilégier le commentaire de Strindberg-critique par rapport à Strindberg-auteur dramatique, ils ne rechignent pas à employer l’explication biographique pour prouver l'impact de la « préface à Mademoiselle Julie ». En fait, Törnqvist et Jacobs semblent avoir préféré jouer la sécurité en fondant leur critique sur des éléments indubitables, plutôt que de prendre le risque de fonder leurs talents sur leurs propres théories structuralistes.

#### Raymond Williams:Préfaceet pièce ne sont pas interdépendantes
Dans ses jugements sur Mademoiselle Julie et sur d'autres pièces d’August Strindberg, Raymond Williams pourfend avec véhémence les « pseudo-explications biographiques », tentatives infructueuses de court-circuiter le processus critique. « La biographie peut être utilisée pour occulter, mais ni pour expliquer ni pour juger la littérature... La critique littéraire ressortit à un registre différent ». Williams suggère que la scène soit considérée comme une « arène », selon ses propres termes, où se joue l’innovation littéraire, même s’il ne peut pas s’empêcher de jeter un pont entre la pièce et la préface. « Strindberg joue sur plusieurs gammes tant sur le plan de la méthode et de l’objectif que doit atteindre son théâtre, que sur les moyens techniques dont il fait un grand usage. Il renoue ainsi avec les dispositifs littéraires passés (le ballet, la pantomime, le monologue) pour créer une forme moderne ». Au lieu d'une recette toute faite facile à imiter et à réaliser, la « préface » de Strindberg décrit à grands traits parfaitement clairs des objectifs structurels et thématiques. Quand Sprinchorn vise à éclairer le chemin qui a conduit Strindberg vers le tragique, Williams rappelle que pour Strindberg lui-même il n’est pas suffisant de se contenter de reproduire une réalité superficielle. Il s'est même dit apeuré par le transfert qu’on faisait de la description de concepts sur les relations humaines. Pour Williams le terme « naturalisme » est uniquement critique. Il affirme que pour atteindre cet objectif, Strindberg a du mal à donner des formes traditionnelles à une conception théâtrale singulièrement moderne. Bien que les éléments de réponse annoncés dans Mademoiselle Julie n’ait jamais réussi, sur la scène, à obtenir « le succès des grandes innovations théâtrales, il n’empêche que les metteurs en scène se doivent de suivre les modifications proposées malgré l'incapacité de Strindberg à les mettre en œuvre ». Ceux qui accordent de l’importance à l'unité et à la fluidité ou qui refusent de voir les limites critiques des liens censés unir la préface de Strindberg à Mademoiselle Julie faussent d’emblée un débat rendu nuisible à leur recherche. « C'est précisément cette limite qui a conduit Strindberg lui-même à l'erreur critique quand il la rejetait avec une force phénoménale, jusqu’à faire l'erreur de rechercher une explication dans son autobiographie ». Que ce soit pour ses qualités ou ses défauts, Williams affirme que Mademoiselle Julie « doit être acceptée pour ce qu'elle est, à la fois dans son étrangeté et sa puissance », alors que la préface, au contraire, ne doit être envisagée que comme une source secondaire, un moyen supplémentaire de discerner son véritable sens, son essence, sa nature propre.

### Conclusion
Ce qui ressort de ces différentes analyses, glanées çà et là sur plusieurs décennies, est qu’aucun critique sérieux, classique ou moderne, n’a jamais résisté à la tentation de regarder la « préface » de Strindberg comme une fenêtre qui permettrait de capter un reflet, même fugace, du Mademoiselle Julie qu’avait réellement prévu Strindberg. Or, il est évident qu’aucun d’entre eux n’a trouvé dans la « préface », quelles que soient ses sources, un élément sans équivoque à l’appui de la pièce ou un programme explicite des intentions de l’auteur. Dans tous les cas, de telles préoccupations font l’objet d’une controverse critique intéressante et permanente. Le seul point d’accord entre tous les protagonistes est qu’il est impossible de trouver une seule signification stable et définitive à une œuvre qui restera à jamais ouverte et énigmatique.

## Les personnages tels que les a imaginés Strindberg
Strindberg en explicite lui-même les caractères dans sa Préface. Il faut lire ces portraits à la lumière des analyses précédentes, c'est-à-dire avec la certitude, partagée par tous, d'une différence entre les intentions et leur réalisation scénique. En outre, Strindberg lui-même insiste dans sa « préface » sur la nécessité d'une lecture plurielle de son œuvre ce qui induit plusieurs interprétations possibles du caractère et des intentions de ses personnages :

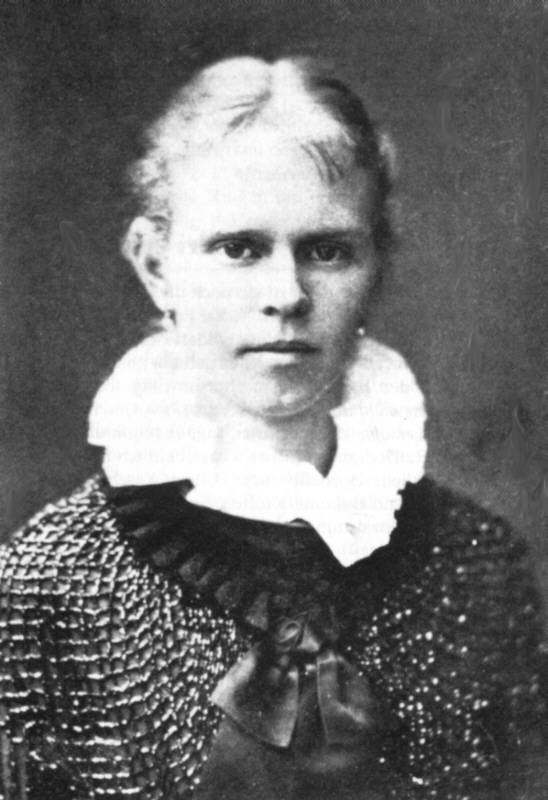
Siri von Essen, épouse de Strindberg, la première à avoir interprété le rôle-titre de Mademoiselle Julie en 1889.

Mademoiselle Julie, selon Strindberg, est un personnage « moderne », ce qui ne veut pas dire qu'elle n'a pas existé de tout temps, mais que désormais découverte, elle se montre au grand jour et se fait entendre. Julie est une « demi-femme » qui « se vend aujourd'hui pour le pouvoir, les décorations, les honneurs, ou les diplômes, comme autrefois elle avait l'habitude de le faire pour de l'argent ». Toujours selon Strindberg, Julie fait partie d'un type de femmes, toujours plus nombreuses, qui pensent et veulent agir en hommes. Julie, fille de comte, prisonnière des convenances de sa classe, de son sexe qu'elle rejette, de ses préjugés, ne peut être que seule. Confrontée à la réalité, elle finit en héroïne tragique, parce que son combat est contre nature, héritière qu'elle est d'un romantisme dissipé par le naturalisme. Julie, qui appartient « à la nouvelle aristocratie du nerf et du cerveau », a développé une personnalité confuse, qui sait très bien comment obtenir ce qu'elle désire mais sans vraiment savoir ce qu'elle veut, ni qui elle est vraiment. Cette jeune femme qui s'ennuie est capricieuse, méprisante, violente même mais aussi solitaire, désespérée et perdue. Elle se demande à la fin : « À qui la faute - ce qui est arrivé ? À mon père ? À ma mère ? Ou à moi ? À moi ? Mais je n'ai pas de moi ! » Pour Strindberg, ce serait une victime de la discorde distillée dans le couple par sa mère, une victime aussi des erreurs de son époque, des circonstances, et de la déficience de sa constitution, raisons qui, à elles toutes, sont l'équivalent de la notion ancienne de « fatalité » ou de « loi universelle ». Strindberg ajoute que si le naturalisme a effacé la notion de péché, de faute contre Dieu, il ne peut pas effacer les conséquences d'un acte - la punition, la prison, ou la crainte d'y échouer - pour la simple raison que ces conséquences restent, que l'individu se croie quitte ou non. Dans le cas de Julie, elle est victime, donc moins indulgente que les coupables, et même si son père a trouvé des raisons suffisantes à l'indulgence, sa fille se venge sur elle-même à cause de ce sens de l'honneur, inné ou acquis, dont les classes supérieures héritent on ne sait trop d'où : de la barbarie, de leurs origines, à partir de la chevalerie du Moyen Âge. 

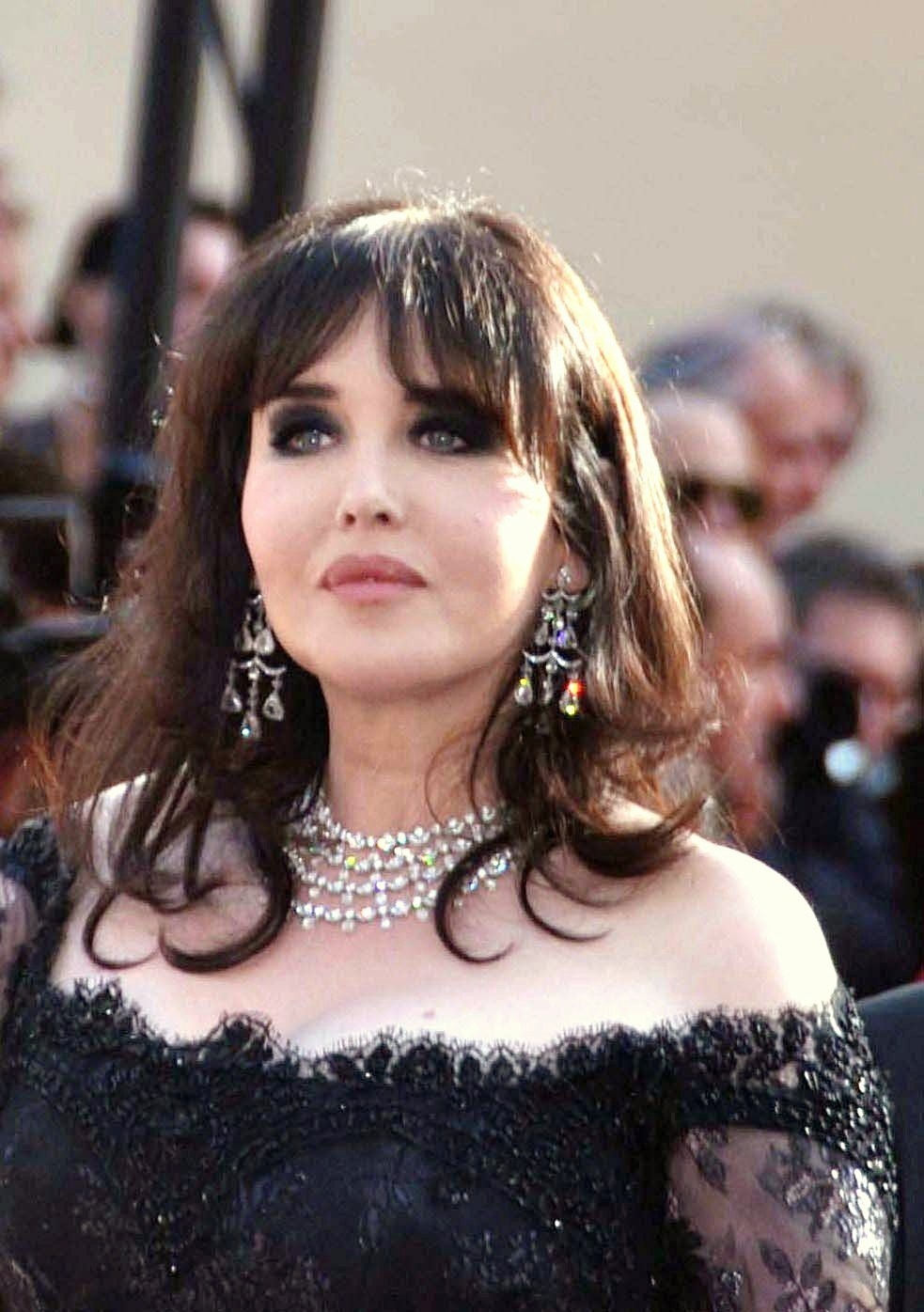
Isabelle Adjani, une Julie vulnérable.

Jean, lui, contrairement à Julie, n'est pas astreint à ce code de l'honneur, une valeur noble, certes, mais un handicap sérieux en un temps où il est difficile de préserver une espèce. Il symbolise à lui seul le harakiri de son seigneur, la loi intérieure de la conscience qui pousse le maître à s'ouvrir le ventre lorsqu'il se sent insulté, une coutume nipponne qui survit sous une forme modifiée, privilège de la noblesse : le duel. Ni Jean, le domestique, ni Mademoiselle Julie, ne peuvent cohabiter. L'esclave a cet avantage sur le comte de n'avoir que faire du fatalisme de l'honneur. Strindberg voit en chacun de nous un peu de Don Quichotte ce qui fait que nous avons une certaine sympathie pour le suicide, expiation de qui a commis un acte déshonorant. Notre noblesse est de souffrir de la chute du puissant réduit à un cadavre inutile. Mais le valet du comte est avant tout un personnage ambigu et violent. Il subit les provocations érotiques de mademoiselle Julie précisément en cette nuit de la Saint-Jean où, traditionnellement, s'estompent les frontières entre les classes sociales. Ces provocations qui visent à l'humilier réveillent son orgueil. Né dans un milieu pauvre, dit Strindberg dans sa « préface », il s’est promis de conquérir le rang de ses maîtres. Il n'a pas mis de temps à apprendre, acquérant la finesse nécessaire (sens olfactif, gustatif et oculaire) pour reconnaître ce qui est beau. Installé dans le monde, il est assez fort pour ne pas être gêné quand on l’exploite. Étranger à son environnement social d'origine, il le méprise le considérant comme une étape obligée et révolue de l'objectif auquel il tend. Mais, en même temps, il les craint et les fuit, parce que ces gens-là savent ses secrets, scrutent ses intentions, considèrent jalousement son ascension et éprouveront du plaisir à la voir déchoir à son tour. D'où son caractère indécis, hésitant entre la sympathie et la haine pour ceux qui occupent des postes élevés. Il a appris les manières aristocratiques, mais tout reste superficiel car son fonds est vulgaire et s’il porte déjà la redingote avec élégance, l'habit ne fait pas le moine. 

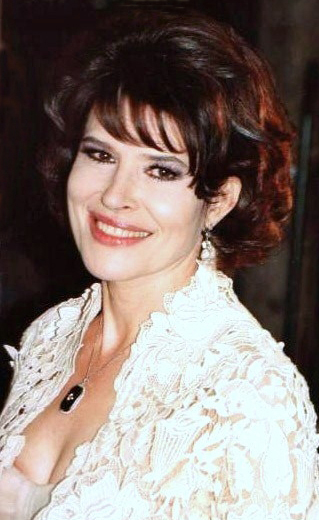
Fanny Ardant, Julie au pied levé.

Kristin, la cuisinière du comte, la presque fiancée de Jean porte elle aussi un jugement sévère sur ses maîtres mais elle accepte les différences sociales qui l'écrasent, même si elle les subit. Strindberg évoque le personnage de Kristin sans complaisance ni sympathie. Dans sa préface, il la qualifie de « femme esclave », penchée sur ses casseroles toute la journée, d’un caractère terne et sans relief. En outre, sa religion et sa morale débordantes ne sont pas sans hypocrisie inconsciente. Elles lui servent d’exutoire et de paravent aux fautes ou aux péchés, même si son caractère l’en préserve naturellement. En fait, ajoute Strindberg, elle est incapable d’assumer elle-même ses actes et ne va à l’église que pour se décharger sur Jésus habilement et avec désinvolture et se recharger en innocence. Sa foi lui sert aussi de revanche sur sa condition de servante. La foi est une grâce particulière qui n'est pas donnée à n'importe qui, explique-t-elle à Julie, en ajoutant qu'il est plus facile à un chameau de passer par le trou d'une aiguille qu'à un riche d'entrer au royaume des cieux et que les derniers seront les premiers. L’intention déclarée de Strindberg dans sa « préface », était d’en faire un personnage tout à fait secondaire, juste bon à dépeindre les gens ordinaires et sans intérêt véritable. Si les spectateurs et les critiques trouvent son portrait caricatural, c’est, dit Strindberg, que les gens ordinaires sont sans consistance, sans véritable personnalité, et qu’il eût été vain de l'individualiser plus finement. Il n’empêche que Jean a peur de Kristin parce qu'elle connaît ses intentions secrètes et qu’elle peut interférer sur ses projets d’avenir. 
Le comte n'apparaît pas sur scène. Mais la présence dans la cuisine de ses bottes que Jean doit cirer et de la sonnette avec laquelle il appelle son valet sont autant de signes de son autorité, de son prestige et de son influence sur Jean et Julie. Strindberg n'évoque pas la figure du comte dans sa « préface » sauf en creux ou par contraste. Si Jean reste au service du comte qu'il respecte et redoute, c'est qu'il lui est impossible de le quitter comme si sa qualité de valet était son essence même. En fait, Jean est le double du comte, sa conscience, sa voix intérieure qui se concrétise dans cette sorte de harcèlement qu'il fait subir à sa fille Julie. Certes, Jean est un personnage cynique, capable de violence physique et mentale, une violence et un cynisme qui éclateront dans la pièce et finiront par atteindre un paroxysme final. Ce cynisme se traduit par opposition à l'autorité de l'aristocratie qu'il sert. Jean est une sorte de Sganarelle impitoyable au service d'un Don Juan dépassé par les révolutions sociales de son époque.

## Une pièce naturaliste à connotation allégorique?
Le naturalisme a été défini par son créateur Émile Zola, notamment dans son œuvre critique : Le Roman expérimental édité pour la première fois en 1880. Il y défend l'idée que si l'art naturaliste se définit par la mimésis, c'est-à-dire une description d'après nature, historique et sociologique, il ne se réduit pas à un réalisme total, photographie d'une vie, d'une époque, de portraits stéréotypes d'une classe sociale donnée à un instant donné. Si l'on en croit l'extrait suivant, le naturalisme est en deçà et au-delà du réalisme. Par définition, le réalisme donne à voir la vie réelle, sans fioritures ni retouches autant que le permet la transcription graphique. En revanche, le naturalisme ne prétend faire abstraction ni de la subjectivité de l'analyste ni de l'art de l'écrivain qui ne peut prétendre montrer ni la réalité ni la vérité autrement qu'à travers une « écriture artiste », et un « tempérament » : 

« Si je définissais le roman expérimental, je ne dirais pas comme Claude Bernard qu'une œuvre littéraire est tout entière dans le sentiment personnel, car pour moi le sentiment personnel n'est que l'impulsion première. Ensuite la nature est là qui s'impose, tout au moins la partie de la nature dont la science nous a livré le secret, et sur laquelle nous n'avons plus le droit de mentir. Le romancier expérimentateur est donc celui qui accepte les faits prouvés, qui montre dans l'homme et dans la société le mécanisme des phénomènes dont la science est maîtresse, et qui ne fait intervenir son sentiment personnel que dans les phénomènes dont le déterminisme n'est point encore fixé, en tâchant de contrôler le plus qu'il le pourra ce sentiment personnel, cette idée à priori, par l'observation et par l'expérience. »

 Autrement dit, si la « nature » et le déterminisme sont premiers, le romancier comme le dramaturge ne peut abandonner la part de son « tempérament », de son éducation, de ses sentiments... Quant au théâtre naturaliste, pas si éloigné de la fiction romanesque, Zola en a développé les orientations dans Le Naturalisme au théâtre, paru chez Charpentier en 1881.

### Le théâtre naturaliste selon Zola
Critique dramatique au Bien public puis au Voltaire, Zola prétend avoir attendu en vain l'« auteur dramatique de génie capable de répondre à la « nécessité d’une révolution au théâtre ». Il fallut en passer, ajoute Zola, par le drame romantique dans lequel « en somme, la vérité, la réalité importait peu, déplaisait même aux novateurs », même si, concède-t-il, « le drame romantique est un premier pas vers le drame naturaliste auquel nous marchons ». En fait, « le drame romantique a déblayé le terrain, proclamé la liberté de l'art. Son amour de l’action, son mélange du rire et des larmes, sa recherche du costume et du décor exacts, indiquent le mouvement en avant vers la vie réelle » Cependant, force est de constater que « tragédie et drame romantique sont également vieux et usés ». En fait, affirme Zola, il est inconcevable que l'art dramatique puisse échapper « au mouvement d’enquête et d’analyse, qui est le mouvement même du dix-neuvième siècle, [et qui] a révolutionné toutes les sciences et tous les arts ». Or, si le drame romantique est mort, « l’avenir est au naturalisme ». Pourquoi n'a-t-on pas trouvé le dramaturge capable de porter haut le naturalisme à la scène ? Certes, « dans tous les arts, le don est nécessaire », mais pas plus au théâtre que dans le roman. La jeunesse non plus ne saurait être un handicap ou un gage de réussite. En fait, si le théâtre naturaliste a si peu de succès, c'est que le spectateur ne veut pas voir le vrai mais un vraisemblable édulcoré. Habitué depuis la commedia dell'arte à ne voir évoluer que des « types » (Arlequin, Pierrot, Polichinelle, Colombine), le théâtre contemporain se contente d'une « collection la plus triste, la plus laide, la plus faussement noble qu’on puisse voir, des bonshommes blêmes, [...] et tant d’autres faiseurs de sermons, abstracteurs de quintessence morale, professeurs de beaux sentiments ». Cette prétention conventionnelle à l'honnêteté tue la vie et la vérité et fait du théâtre un spectacle insipide et inutile. Mais rien ne saurait empêcher « l’évolution naturaliste du siècle, par cet esprit de logique et de science qui transforme en ce moment le corps social tout entier ».

### Les intentions naturalistes de Strindberg
À propos de la tragédie Zola assène cette vérité qui pourrait s'appliquer à Mademoiselle Julie : 

« Soyez classiques, soyez romantiques, vous n’en faites pas moins de l’art mort, et l’on ne vous demande que d’avoir du talent pour vous applaudir, quelle que soit votre étiquette. Les seules pièces qui réveilleraient, dans une salle, la passion des querelles littéraires, ce seraient les pièces conçues d’après une nouvelle et troisième formule, la formule naturaliste. C’est là ma croyance entêtée. »

Que Strindberg ait été influencé par Zola ne fait aucun doute, notamment par le drame que le romancier français a tiré de Thérèse Raquin, joué en Suède en 1887. Lorsqu'en cette même année, le Suédois envoie la traduction de Père, il se présente dans sa lettre d'accompagnement comme « chef du mouvement expérimental et naturaliste en Suède ». Pourtant Zola, bien qu'il admirât le théâtre de Strindberg, notamment son audace et son originalité, lui répond le 14 décembre 1887 par quelques réserves : 

« Pour être franc, des raccourcis d'analyse m'y gênent un peu. Vous savez peut-être que je ne suis pas pour l'abstraction. J'aime que les personnages aient un état civil complet, qu'on les coudoie, qu'ils trempent dans notre air. [...] Mais il y a sûrement là, entre vous et moi, une question de race. »

Le fait est que les deux hommes ne se sont jamais rencontrés. Et il faut bien reconnaître que les naturalistes français ont bien mal réagi aux avances du Suédois. Lorsque Strindberg avoue, dans sa « préface à Mademoiselle Julie » que « ce qui l'attire le plus dans la littérature moderne [ce sont] les romans monographiques des frères Goncourt », il est bien mal payé du compliment par l'intéressé qui raconte dans son Journal : « En attendant qu'on me joue, je me dissimule dans le fond de la loge de Daudet, et j'assiste à la pièce danoise (sic !) de Strindberg, Mademoiselle Julie, où la pauvre Nau, dans un rôle impossible, est fortement empoignée ». Pas un mot de plus sur la pièce ! 

Le fait est que le naturalisme strinbergien[Quoi ?] diffère quelque peu des grands naturalistes français. Le naturalisme orthodoxe, zolien, est un système de pensée qui veut expliquer les phénomènes naturels et sociaux grâce aux progrès scientifiques prodigieux que le positivisme d’Auguste Comte a exaltés. Avec Charles Darwin, il défend notamment le principe de la sélection naturelle (les plus forts éliminent les plus faibles) qui devient l'explication majeure de l’évolution des sociétés. Mais surtout, Zola fait de la théorie de l’hérédité, le fil conducteur des « Rougon-Macquart », ce qui implique que chaque personnage possède une histoire marquée par le déterminisme : son caractère est partiellement influencé par ses origines et il est difficile de parler alors de libre-arbitre. Ce n'est pas le cas de Strindberg et de Mademoiselle Julie. Le Suédois multiplie les critères de causalité où l'hérédité n'est pas obligatoirement première. Les influences sont trop multiples pour vraiment parler de déterminisme générique lié à la seule hérédité.
Pourtant August Strindberg partage en presque totalité le point de vue théorique de Zola sur le théâtre. Comme lui, il croit que le théâtre contemporain est moribond et qu'il est nécessaire d'en réformer complètement la forme si l'on veut assurer sa survivance. Comme lui, il dénonce la morale bourgeoise hypocrite qui condamne le théâtre à représenter une morale différente de celle de la vie, au risque d'essuyer campagnes de calomnie et mauvaise presse critique. Le fait est que Mademoiselle Julie a été interdite de représentation pendant des années en Scandinavie. Lui aussi est convaincu qu'à chaque période correspond son théâtre et qu'en cette fin de XIXe siècle seule la révolution naturaliste peut répondre à une véritable attente d'un public populaire mais aussi d'un spectateur exigeant et cultivé. Mais lui non plus ne croit pas à des innovations pour le plaisir d'innover : chacune d'elles doit répondre à un cadre et à un besoin précis qui en justifie le caractère d'obligation. Enfin, comme Zola pour ses romans, Strindberg croit que le naturalisme au théâtre n'est pas qu'un spectacle ou un divertissement, mais doit répondre à une nécessité pédagogique susceptible d'expliquer, de faire comprendre et d'améliorer les comportements et les institutions.

### Le Théâtre-Libre d'Antoine
En 1866, un nouveau théâtre, Les Menus-Plaisirs », ouvre ses portes sur le boulevard de Strasbourg à Paris. Un ancien employé du gaz devenu metteur en scène, André Antoine s'y installe le 20 octobre 1888 lui donnant le nom de « Théâtre-Libre ». Comme Zola, comme Strindberg, comme Nietzsche, il constate que le théâtre européen est au plus mal et il donne pour vocation au Théâtre Libre d'être un théâtre littéraire public, ouvert à l'appréciation de tous. On y représentera de jeunes auteurs dramatiques, des écrivains naturalistes réputés refusés ailleurs comme Edmond et Jules de Goncourt, Zola, Catulle Mendès, Paul Claudel, Villiers de L'Isle-Adam, de grands auteurs étrangers refusés par les théâtres publics : Ibsen, Hauptmann, Tolstoï, Verga, Tourgueniev. En tout, jusqu'en 1894, le Théâtre Libre fait représenter 59 auteurs dramatiques, 103 pièces inédites. Fait remarquable : jusqu'à cette date les spectacles sont réservés aux abonnés. Le plus connu, le plus fidèle et un des principaux soutiens du théâtre fut sans doute Émile Zola qui inaugura la scène de la petite salle avec la représentation de sa nouvelle Jacques Damour, adaptée par Léon Hennique en une pièce en un acte. Jacques Damour, œuvre initialement publiée dans le Messager de l'Europe de juillet 1880, est inspirée de l'actualité : l'amnistie totale du 11 juillet 1880 et le retour des communards exilés et condamnés.

Avec Antoine, la France découvre le jeu naturaliste, une nouvelle mise en scène et jusqu'aux décors et à l'éclairage. On pense évidemment aux indications techniques de Strindberg dans sa « Préface à Mademoiselle Julie ». Il n'est donc pas anodin qu'Antoine y choisisse d'y faire représenter Mademoiselle Julie, les 16 et 17 janvier 1893 avant que le 13 décembre 1894 Georges Loiseau, cousin d'Alexandrine Zola et familier du romancier, ne décide de faire représenter Père. Que Zola n'ait jamais considéré August Strindberg comme un naturaliste à part entière n'empêcha pas Antoine de l'accueillir dans son théâtre, lui qui déclara dans une conférence donnée à Buenos Aires : 

« Zola nous donnait des pages fécondes sur le naturalisme au théâtre [...] et je peux bien dire que je dois tout [aux naturalistes], je n'ai rien fait de bien, de propre, de courageux, d'utile, que je ne l'ai puisé chez ce grand éducateur. »

Le Théâtre-Libre ferme ses portes le 27 avril 1896. Antoine, nommé à la direction du théâtre de l'Odéon en démissionne et reprend son théâtre sous le nom de Théâtre Antoine. On y créera entre autres Poil de Carotte de Jules Renard, l'adaptation de La Terre de Zola, celle de Boule de Suif de Guy de Maupassant. Autrement dit, deux œuvres de naturalistes incontestables sur trois.

### Une allégorie de la société suédoise auXIXesiècle

#### Éléments socio-historiques: une société suédoise en complète mutation

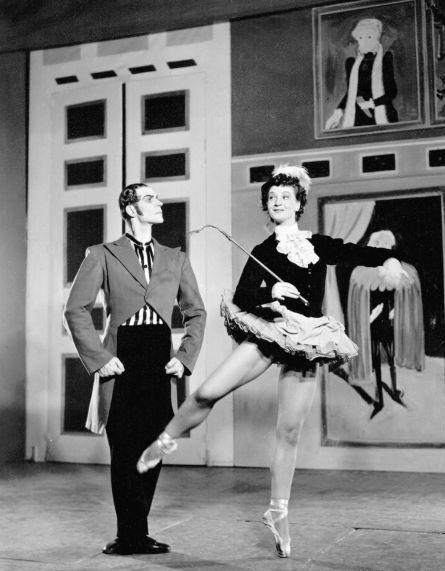
Margaretha von Bahr et dans le ballet Mademoiselle Julie en Finlande (1952).

La Suède au XIXe siècle est en pleine transformation. Sous le règne de Charles XIII, le parlement adopte une nouvelle constitution en 1809 qui, outre qu’elle change le mode de succession, applique la séparation des pouvoirs. De plus, les libertés fondamentales, à l’égal des grandes démocraties, sont désormais inscrites dans les textes législatifs. Le début de cette monarchie constitutionnelle marque la fin de ce que l'historien Jean-Pierre Mousson-Lestang appelle « les derniers feux de l'autocratie ». Charles XIII mort d’un accident de cheval en 1810, Jean-Baptiste Bernadotte lui succède sous le nom de Charles XIV Jean qui, bien qu'ancien maréchal d'Empire, familier de Napoléon Ier, se sépare de la France après l’invasion de la Poméranie suédoise. Le 14 janvier 1814, il va plus loin en obtenant par le Traité de Kiel que Frédéric VI de Danemark rejoigne la coalition contre les Français et cède la plus grande partie du Royaume de Norvège à la Suède en échange de la Poméranie suédoise. Mais ce n'est qu'à la Convention de Moss, le 14 août 1814, que la Norvège accepte d'entrer en union personnelle avec la Suède pour former la Suède-Norvège. Il faut attendre le 26 octobre 1905 pour voir aboutir la séparation des royaumes de Suède et de Norvège (Unionsoppløsningen en norvégien, Unionsupplösningen en suédois). 
Sur le plan économique, la Suède a été lourdement affectée par les guerres napoléoniennes. Pays essentiellement agricole, elle connaît de vastes réformes agraires qui transforment profondément l’économie libéralisée et la culture rurale. Sur le plan démographique, la population passe de 2 500 000 à 3 500 000 habitants de 1815 à 1850, puis à 4 000 000 en 1865 pour atteindre 5 100 000 en 1900. Elle s’accroît surtout dans les zones rurales ce qui provoque des troubles sociaux. Ce surcroît de population pauvre est compensée par une forte émigration, essentiellement vers les États-Unis. D'après Mousson-Lestang, plus de 100 000 Suédois quittent le pays pour l'Amérique de 1860 à 1873, et environ 500 000 de 1879 à 1893. À partir de 1894, le flux migratoire est freiné par la reprise de la croissance.  
Cependant dès la première moitié du XIXe siècle, le pays connaît une très forte industrialisation grâce à des progrès technologiques fulgurants. Sous le règne de Charles XV (8 juillet 1859-18 septembre 1872) et d'Oscar II (18 septembre 1872-8 décembre 1907), son frère et successeur, le pays connaît une expansion considérable grâce à l’extension du réseau ferroviaire, l’accroissement de la production de l’acier, du minerai de fer, et l’exploitation massive des forêts pour la pâte à papier. 

Mais c’est surtout dans les domaines de la culture et de la science que s’opèrent les réformes les plus importantes. En 1842, une charte instaure l'enseignement obligatoire dans les écoles primaires publiques. L’assistance aux pauvres (Fattigvård) devient quasi systématique : des Fattigvårdsstyrelse, prévus par le loi de 1847 qui oblige villes et paroisses à prendre en charge les nécessiteux chacune son tour un certain nombre de jours. La crise agricole et la naissance d'une industrie moderne provoquent l'émergence de mouvements populaires ("Folkrörelser") qui contribuent à émousser les valeurs aristocratiques traditionnelles. Le mouvement ouvrier ("Arbetarrörelsen") gagne lui aussi rapidement de l'ampleur.

#### Mademoiselle Julie: le miroir d'une révolution nationale
Examinée à la lumière de ce tableau brossé à grands traits de la Suède du XIXe siècle qu'a connue Strindberg, l'intrigue de Mademoiselle Julie apparaît comme une transcription allégorique de l'histoire d'une nation. Julie devient « une Julie » emblématique et personnalisée d'une aristocratie qui sous un régime parlementaire et une monarchie constitutionnelle a peu à peu perdu son prestige et son emprise sous les coups de boutoir des mouvements ouvriers et paysans et des lois votées en faveur des moins favorisés. Ce mouvement de déclin amorcé dès l'établissement de la constitution de 1809 ne saurait la contraindre autrement que par la force à abdiquer sa puissance passée construite au fil des siècles (la Chambre haute, (Första kammaren) élue au suffrage indirect, reste aristocratique). Fait symptomatique : le personnage du comte, absent sur la scène de Mademoiselle Julie, y a laissé ses bottes, symbole connu sous toutes les latitudes de l'autoritarisme et de la tyrannie ! Jean s'est progressivement émancipé, même s'il reste dépendant financièrement de la classe dominante. La loi lui a permis d'apprendre à lire et à écrire (charte de 1842 instaurant l'enseignement obligatoire dans les écoles primaires publiques), donc à réfléchir, à analyser, à gérer, à penser par lui-même, donc à ambitionner une condition supérieure plus en accord avec son potentiel intellectuel. Cependant, à l'exemple des millions d'exilés suédois contemporains de l'écriture de Mademoiselle Julie, il sait qu'il lui faut partir, quitter ses racines, sa terre et renoncer à l'épouse qu'il s'était choisie. Kristin n'a rien de sérieux à lui offrir pour mener à bien son projet. Elle n'est qu'une survivance de la Suède protestante encore soumise aux pouvoirs monarchique et religieux traditionnels : la structure épiscopale luthérienne de l'Église de Suède, la Svenska kyrkan, a développé une culture de l'autorité et de la discipline, où les fidèles n'ont pas à prendre d'initiatives. Les générations de pasteurs font des sociétés scandinaves des communautés puritaines, travailleuses et sobres. Ni l'industrialisation ni les mouvements sociaux et associatifs ni les revendications du S.A.P. ne sauraient la concerner. Mais sans doute la voit-on mieux aux côtés des Églises soutenir sans militer « la ligue pour la tempérance » ou secourir les pauvres. La misogynie de Strindberg présente Kristin dans sa cuisine « au-dessus de ses casseroles ». C'est sa place attitrée, quasi officielle et Jean ne l'en sortira pas. Entre une Julie sur le déclin et une Kristin qui se satisfait de son état d'esclave, Jean, représentant du peuple suédois en marche, choisit celle qui est la plus à même de servir sa cause : la plus « riche », dans tous les sens du terme, la moins docile, la plus forte en apparence. Peut-être aussi son ennemie de classe...
Mais rien n'est simple dans Mademoiselle Julie. À l'examen scrupuleux du texte, on apprend que l’aristocratie de Mademoiselle Julie est incertaine : son père n'est noble qu'en raison de la complaisance d'un meunier à livrer sa femme au roi, et sa mère, elle, est roturière. Son rang social est rien moins qu'assuré d'autant que la richesse, réelle, est écornée par un incendie que ne couvrent pas les assurances. Seulement héritière, elle ne dispose pas de l'argent nécessaire pour fuir. Ne se sentant pas aristocrate, elle est prête à la déchéance bourgeoise, hantée par un sentiment intime d'usurpation.

#### La finalité naturaliste de la pièce: l'objectif pédagogique et politique deMademoiselle Julie
Certes, les critiques ont appris à tisser des liens différents avec le passé mais August Strindberg, critique de son propre travail dans sa « préface », avait déjà su mettre en place, consciemment ou non, les orientations fondamentales et les règles de base de la plupart des lectures possibles de son œuvre. Il a créé une tension dynamique entre ses intentions théoriques, son but essentiellement pragmatique exposé dans sa « Préface à Mademoiselle Julie » et leur véritable mise en application dans Mademoiselle Julie elle-même. En effet, le dialogue explicite de Strindberg ouvre un large espace d'interprétations possibles, invitant d'autres critiques à remplir cet espace de leurs voix discordantes, fussent-elles hostiles. Critique autant que créateur, Strindberg a effectivement orienté le discours qui entoure sa pièce. L'impact de Strindberg sur le flot continu de cette polémique doit être examiné et évalué à l’aune de sa « préface » mise en relation avec les diverses interprétations proposées par les critiques, anciens et modernes, de Mademoiselle Julie. 

La dramaturgie de Strindberg se caractérise par la volonté de l’auteur de mimer les contraintes existentielles : ses innovations ne peuvent se concevoir que dans le cadre précis d’un déterminisme moral, social et politique constamment présent à l’esprit. Aussi, la « Préface à Mademoiselle Julie » fait-elle figure de manifeste idéologique et artistique. Pièce naturaliste, Mademoiselle Julie l'est assurément stricto sensu parce qu'elle est éminemment politique et engagée. Il est curieux que les critiques n'aient jamais fait le rapprochement des idées développées dans Mademoiselle Julie avec le pamphlet Petit catéchisme à l'usage de la classe inférieure écrit moins de deux ans plus tôt. « Livre d’agitation ayant pour but d’éveiller la haine de la classe inférieure contre la classe supérieure », Strindberg, s'y présente comme « un alliage de socialisme, de nihilisme et de rousseauisme », « un exalté de l’absolu [...] à l’opposé des réactionnaires ». Tout ou presque tout y passe : la société en général, la religion, la politique, les lois, la philosophie, la morale... Certes, tout y paraît excessif selon la loi du genre pamphlétaire. Mais il est difficile de ne pas retrouver dans Mademoiselle Julie certaines applications de formules lapidaires : 

« La société est une forme de vie communautaire qui permet à la classe supérieure de maintenir la classe inférieure sous sa domination. »

« L’économie est une science inventée par la classe supérieure pour s’approprier le fruit du travail de la classe inférieure. »

 En fait, Strindberg est naturaliste en ce sens qu'il se propose d'étudier les maladies du corps social, guetté, comme tout organisme, par la folie menaçante et travaillé par l'instinct de mort. Et, comme pour Zola, cette étude scientifique n'est pas séparable d'une volonté de dénonciation et de changement.

## Une étude psychologique avant-gardiste?
La plupart des romans naturalistes d'Émile Zola, de Guy de Maupassant ou de Joris-Karl Huysmans, pour ne citer que ces écrivains de Médan, sont construits sur un arrière-plan psychologique. Parfois même, l’analyse psychologique du personnage en constitue la quête unique. Il faut donc admettre que c’est aussi dans l'esprit naturaliste que Strindberg croit que le psychisme humain est à la merci des déterminants héréditaires et sociaux, comme son maître Zola. Le fait qu’il a écrit Mademoiselle Julie au moment où Freud concoctait ses théories sur l'inconscient, n’empêche nullement la pièce d’inscrire la complexité de son intrigue, de ses personnages, allégorisés ou non, dans le cadre d’un naturalisme non simpliste ayant toujours admis (qu’on relise Nana ou La Terre) qu’il y a une part d'inexplicable dans la nature humaine.

### Les connotations sexuelles deMademoiselle Julie
Strindberg, au moment où il écrit Mademoiselle Julie, est un mari trompé. Le fait, en soi, n’est ni nouveau ni novateur. Les théâtres parisiens feront de ce thème leur fonds de commerce faisant de l’échec matrimonial le nœud de centaines d'intrigues de vaudevilles. Ce qui distingue Strindberg de Labiche ou de Feydeau, c’est probablement le fait que le dramaturge suédois a transposé sa mésaventure et a, en quelque sorte, « sexualisé » outre mesure sa création. Le couple maudit Jean/Julie semble inconscient des conséquences tragiques d’un batifolage éphémère dont il est difficile d’élucider le danger. Prétendre que Julie est folle n’explique rien, au contraire, le tout étant de chercher à comprendre quelles circonstances l’ont rendue telle. En fait, Mademoiselle Julie joint la lutte des sexes à la lutte des classes. Freud montrera bientôt qu’il n’y a pas loin de l’amour à la haine, de l’attirance au rejet, de la lucidité à l’inconscience. L'« amour » de Jean et de Julie se résume en un rapport de forces où se mêlent domination et soumission, où les tourments mutuels conduisent à la mort du plus faible. Si l’on en croit Strindberg, Jean est sexuellement supérieur puisqu’il est un homme. Il est sexuellement de la race des aristocrates et ne ressent aucune pitié à se servir de Julie qui a tenté de le manœuvrer. Seule Kristin, pourtant personnage secondaire, pourrait mettre fin à la lutte parce qu’elle seule « connaît ses secrets ». Pourquoi ne fait-elle rien pour empêcher l'inéluctable, se réfugiant dans ses casseroles et dans son rôle, un peu lâche, volontairement aveuglant, de cuisinière de ses maîtres ? Là encore, l'explication de son attitude passive par le puritanisme n'explique pas tout.

### La «culpabilité» de Julie

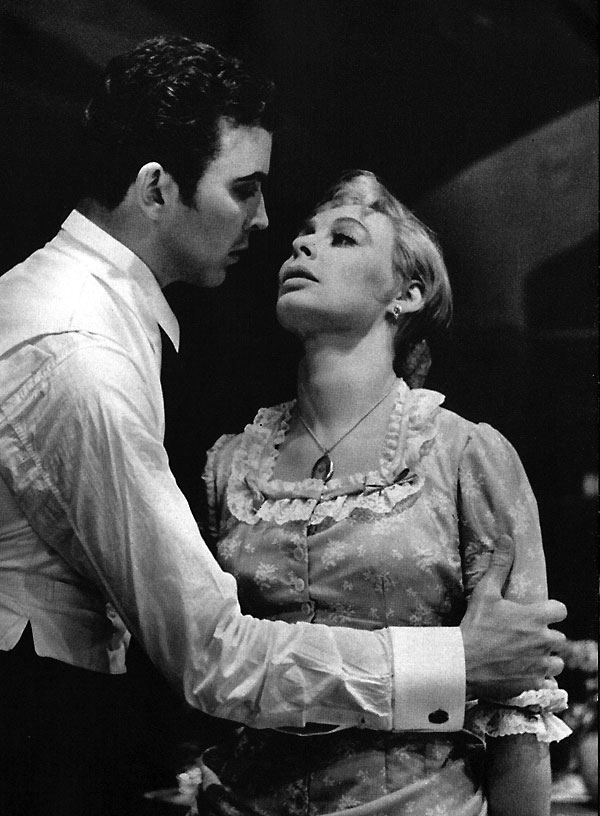
Ove Tjernberg et Gerd Hagman, protagonistes de Mademoiselle Julie en 1955

Julie est, pour Strindberg, une héroïne tragique menée non par la divinité, mais par une multitude de déterminismes qui, presque tous, sont d'origine psychologique. Pourtant, il s'en défend dans sa préface : « Je n'ai pas procédé uniquement selon les lois de la physiologie ou de la psychologie ». Il faut tout de même noter que si l'adverbe « uniquement » est restrictif, il n'est en rien exclusif. En fait, dans le procès fait à Julie, ces explications déterministes peuvent être atténuantes ou aggravantes. Car il s'agit bien d'un procès, puisque tout laisse supposer qu'elle n'a pas été jusqu'au bout de sa tentation suicidaire ce qui la fait passer du statut de victime à celui de coupable.
D'abord, les partisans du tout-déterministe relèveront qu'elle porte le poids d'un héritage génétique et social et d'une éducation. Sa mère l'a élevée dans « le mépris de l'autre sexe, la haine des hommes ». Julie a hérité de sa mère ce « féminisme » agressif qui explique en grande partie son comportement avec un fiancé traité comme un pantin. Il explique aussi en grande partie son (in)conduite avec Jean qu'elle commence par manipuler comme le fantoche qu'elle l'imagine à tort, le contraignant à danser contre sa volonté, à baiser sa bottine, excitant un désir qu'elle soupçonne probablement depuis longtemps.
Or, ce « féminisme », coupable par essence chez le misogyne Strindberg, est socialement et psychologiquement aggravé. La mère n'était qu'une roturière, ce qui fait de Julie une semi-aristocrate. En outre, cette mère ne peut prétendre à un statut d'éducatrice puisqu'elle a provoqué la ruine de la famille. Strindberg conclut que Julie est « victime de la disharmonie que le “crime” d'une mère a introduit dans une famille ». Julie pouvait-elle choisir de s'appuyer sur l'autorité et l'affection paternelle ? Strindberg rétorque que le père de Julie lui a donné une « éducation erronée ». Il fait dire au personnage Julie dans la pièce : « C'est lui qui m'a élevée dans le mépris de mon propre sexe, moitié femme et moitié homme ». Et Strindberg dans sa préface explique lui-même la répartie de son personnage : elle est « une femme à moitié femme seulement, celle qui hait l'homme... pas une bonne espèce... Elle est de ces êtres au sexe indécis pour lesquels la vie est une souffrance mais qui finissent heureusement par succomber, soit en raison de leur désaccord avec la réalité, soit à cause du déchaînement de leurs instincts contrariés, soit enfin quand ils voient déçu leur espoir d'égaler l'homme... »
Julie est donc un personnage tragique parce que son destin débouche sur une impasse immanquable. C'est la définition même de la tragédie : un dilemme sans choix possible. Coincée entre deux pôles, son père et sa mère, ses parents sont aussi en conflit en elle. D'où l'élection suicidaire de l'insoumission, d'un mépris « aristocratique », mais d'une aristocratie mitigée, presque usurpée, du moins en partie. Pourtant Julie se sent assez aristocrate pour avoir honte de son comportement. Julie coupable ou innocente ? Pour un naturaliste partisan d'un déterminisme quasi total, elle ne peut être qu'innocente. Mais pour un Jean-Paul Sartre pour ne citer que lui (ou un catholique qui croit au libre-arbitre), il faudrait sans doute « se demander ce qu'elle a fait avec ce qu'on avait fait d'elle ».
Julie semble animée d'un « idéalisme féminin » exigeant, intransigeant. Ce féminisme, s'il avait été véritable, supposait un engagement absolu. Mais cet engagement l'aurait immanquablement condamnée à la solitude. Le paradoxe est qu'elle a manqué son féminisme et que, malgré tout, elle finira probablement seule. Elle a sacrifié tout son être à Jean ce qui la culpabilise car elle ne parvient à deviner dans le projet de l'autre que le plaisir ou le calcul.
Strindberg envisage-t-il de faire réfléchir objectivement sur un cas d'incommunicabilité au sein d'un couple ? On peut légitimement en douter, car, sans aucun doute, le lecteur/spectateur est entraîné par l'auteur à se poser la question unilatérale de la culpabilité de Julie sans jamais être appelé à juger vraiment le comportement de son partenaire.

### La force d'une faible femme ou la faiblesse d'une femme forte?
En fait, l'idéalisme de Julie est une utopie. Elle n'a ni la capacité psychologique ni la force mentale de l'assumer. Elle voudrait « jouer » les hommes, avec la virilité, l'assurance, l'indifférence aussi qu'on leur prête à son époque dans la société dans laquelle elle évolue. Elle n'a pas la trempe d'une Elin Wägner, dont le mari, John Landquist sera précisément le traducteur de Strindberg. Elle montre beaucoup de fragilité mentale et Strindberg fait d'elle un portrait sans concession : un « cerveau faible et dégénéré », ajoutant qu'« elle se déshonore plus par folie que par amour ». Personnage multiple (Strindberg y a insisté dans sa préface), elle semble forte, voire cruelle quand elle manie la cravache, et pourtant très faible avec Jean passant de la sensiblerie à l'impulsivité puis à l'indécision. Juliette Binoche qui jouera le rôle au festival d'Avignon a pu la comparer à Hamlet. Totalement imprévisible, elle est double, forte et faible, servile et hautaine, tendre et autoritaire, sadique et masochiste.
En un mot, elle présente toutes les caractéristiques de la névrose. Folle ? C'est ce que pense Jean quand il la voit déchaînée, « comme en transe » (didascalie, page 35). Denise Filiatrault, une québécoise qui a mis Mademoiselle Julie en scène, la croit « hystérique ». Au sens où la médecine l'entendait au XIXe siècle, c'est-à-dire esclave de son utérus ? Strindberg lui-même n'avance-t-il pas les menstruations, parmi les causes de son trouble : sa conduite s'expliquerait par ses règles au cours de la nuit de la Saint-Jean ?
On peut rétorquer qu'elle est folle depuis sa rupture avec son fiancé, à savoir depuis une quinzaine de jours au moins. Mais sa folie atteint une sorte de paroxysme en ce soir de la Saint-Jean. Elle se libère de ses tabous, va jusqu'au bout de ses fantasmes, notamment celui qui la fait désirer être souillée par un homme de classe inférieure. Cette nuit est propice à une certaine libération : Julie va tenter de s'affranchir de sa vie passée, de la fatalité biologique et héréditaire dont elle est la victime. À l'autorité d'un père absent succède une atmosphère de fête païenne favorable à tous les excès. Julie, déchue, fait déchoir sa propre race dans une chambre secrète où elle se livre en victime expiatoire.
Peu importe que Julie soit une nymphomane déchirée entre son désir et son mépris des hommes. Peu importe qu'elle soit au contraire (c'est la thèse de Boris Vian) une jeune fille en plein désarroi devant l'acte sexuel et sa réalité. La prise de conscience qu’elle fait de son acte provoque chez elle un choc émotionnel.
La force de Julie incertaine, vacillante va jusqu'à disparaître à la fin de la pièce qui la laisse atone, amorphe. Elle passe de l'instinct de vie à la pulsion de mort, d'où son désir de « repos » qui n'est autre qu'une « auto-destruction ».

## Une vision nietzschéenne du théâtre et du monde
Maud Gouttefangeas de l'université Paris IV a établi avec clarté le lien étroit entre l'auteur de Mademoiselle Julie et le philosophe allemand. Lorsque le dramaturge suédois fait paraître Fadern (« Le Père »), en 1887-1888, Émile Zola fait la moue et confesse son inquiétude à Strindberg dans sa lettre du 14 décembre 1887. Friedrich Nietzsche, au contraire, ne tarit pas d'éloge et Maud Gouttefangeas cite une lettre qu'il envoie à Strindberg. Elle se termine ainsi : « Cette œuvre est vraiment prédestinée à être montrée actuellement à Paris, au Théâtre-Libre de M. André Antoine ! » En fait, Antoine donnera Mademoiselle Julie en janvier 1893.

### Une double condamnation de la «théâtrocratie» européenne
Nietzsche n'est pas seulement l'auteur de La Naissance de la tragédie. Il est amateur, au sens étymologique latin, de tout ce qui touche au théâtre sur lequel il a des conceptions très arrêtées. Or, comme le dit Maud Gouttefangeas, il existe « un rapport d’analogie entre les deux pensées de Friedrich Nietzsche et d'August Strindberg notamment lorsqu’elles prennent le théâtre pour objet ». Nietzsche s'en explique ainsi : « [Strindberg] sent que Zarathoustra est un nec plus ultra. […] [Il] me tient d’ailleurs pour le plus grand psychologue de la femme. » Entre les deux hommes, il y eut davantage une « affinité intellectuelle de pensée » qu'une influence de l'un sur l'autre. Il est donc plus juste de parler de « correspondance », d'« effets de croisement », d'« impressions d'écho et de reprise entre la philosophie nietzschéenne et la dramaturgie strindbergienne ». Cette communion de pensée est surtout évidente dans Mademoiselle Julie, Créanciers (1888), Tschandala (1888), Paria (1889), ou Au bord de la mer (1890).

Nietzsche a une idée du théâtre devenue la marque d’une pensée philosophique nouvelle. Il défend en même temps la conception du théâtre d'Art annoncé par Antoine « Le Théâtre-Libre vivra [...] par l’art et pour l’art ». Cette nouvelle vision de l'art théâtral et de sa pratique est commune au dramaturge et au philosophe, car, pour l'un comme pour l'autre, la mise en scène est un modèle destiné à saisir la théâtralité de la pensée et l'art théâtral devient spectacle et modèle. Nietzsche associe la décadence moderne et la décadence du théâtre, victime d'une « théâtrocratie » qui ne se déroule pas sur la scène mais dans la vie intellectuelle. Si Strindberg rêve d'un théâtre neuf, le philosophe met en avant des notions de pluralité, de corporéité et de mouvement que l'on retrouve dans la préface de Mademoiselle Julie. Les deux auteurs font le même constat initial catastrophique sur le théâtre en Europe. Le jugement de Nietzsche est encore plus sévère. Il parle d'un « vêtement fait d’oripeaux de toutes couleurs pour ceux qui sont nus et grelottants. » Nietzsche condamne en termes violents la dégénérescence de la tragédie : 

« En dernier (et pire !) lieu : la théâtrocratie, la foi aberrante en une prééminence du théâtre, en un droit naturel qu’aurait le théâtre de régner sur les arts et sur l’Art… Mais il ne faut pas se lasser de clamer à la face des Wagnériens ce qu’est le théâtre : toujours un en deçà de l’art, toujours quelque chose de secondaire, de grossi, quelque chose de gauchi, de forgé de toutes pièces à l’usage des masses ! [...] Le théâtre est une forme de « démolâtrie » en matière de goût, le théâtre est une levée en masse, un plébiscite contre le bon goût. »

 De son côté, l'auteur de Mademoiselle Julie tient des propos aussi durs, s'attaquant au « théâtre de salles de fêtes. », avec guerriers et grandes dames évoluant en foule dans des châteaux ou des forêts. Nietzsche surenchérit : 

« Personne n’apporte au théâtre les sens les plus raffinés de son art, et surtout pas l’artiste qui travaille pour la scène. La solitude y manque, la perfection ne souffre pas de témoins… Au théâtre, on devient plèbe, troupeau, femme, pharisien, bétail électoral, marguillier de paroisse, imbécile, wagnérien. »

Aussi bien Nietzsche que Strindberg désirent ardemment la reconquête de cet art tombé entre les mains des « crétins frottés de culture, petits blasés, “éternels-féminins”, bien digérants. » Strindberg termine la « préface de Mademoiselle Julie » avec la ferme résolution de « préparer le répertoire de l’avenir ». Ce que Strindberg et surtout Nietzsche condamnent c’est un théâtre décadent uniquement narratif « dont le dénouement est déjà prévu », un « univers théâtral, socratique-optimiste», autant qu’un théâtre aristotélicien. Il dénonce l’« intrusion de cet esprit critique et aveuglément rationnel . Même mouvement de rejet de la dialectique chez Strindberg qui veut éviter « le côté systématique et mathématique du dialogue français bien construit. »

### Contre laPoétiquearistotélicienne
Nietzsche commence par abolir le primat accordé par la Poétique au texte et à la diégèse. En réalité, Robert Abirached fait remarquer qu’« aucun article de la Poétique ne sort indemne de la mise en question », du travail de sape du philosophe, et concède que « sans connaître les analyses de Nietzsche, beaucoup de gens de théâtre les rejoignent sur plusieurs points et font du moins un relevé de problèmes analogue au sien. » De cette façon, le philosophe s’associe secrètement à Strindberg qui, de son côté, repense la place du langage dans le drame et y intègre la pantomime et l’improvisation. Le corps gagne ainsi du terrain sur le discours ; la gestuelle et la musicalité de la voix ne sont plus occultées par le texte. Strindberg retrouve l’origine de la tragédie grecque, cautionnant avec Nietzsche contre Aristote l’aspect visuel du théâtre. Du point de vue philosophique, le théâtre nietzschéen n’est plus seulement mimétique mais productif, créateur. Catherine Naugrette-Christophe peut ainsi opposer une consommation passive à une « mise en scène qui libère l’art théâtral du cliché et de tout ce qui peut le déterminer a priori. » 
Strindberg se charge de l’aspect pragmatique de ce renouveau. Il détruit tous les piliers des conventions aristotéliciennes : abandon de la division en actes, resserrement de l’action, du temps et de l’espace, simplification de l’intrigue, en vue de « constituer un progrès ou devenir le germe d’une nouvelle forme artistique, où il serait véritablement question de création. ». Pour les deux auteurs, il s’agit de refuser une création soumise à la logique d’une conscience dominante et, au contraire, de rétablir la distance inouïe que l’œil de Zaratoustra porte sur la réalité humaine au-dessous de lui.

### De la scène au monde
Ne reste plus qu’à glisser du théâtre comme spectacle au théâtre comme modèle, de la scène au discours philosophique. L’art du théâtre régénéré consiste à créer et à apprendre à voir le théâtre de la vie, une philosophie théâtralisée en quelque sorte. Strindberg écrit dans sa préface : 

« Personnellement, je vois la joie de vivre dans les combats durs et cruels de la vie et mon plaisir consiste à apprendre et à découvrir. […] Ce qui blessera également les esprits simples, c’est que mon action ne découle pas d’un seul motif et que le point de vue n’est pas unique. »

 Nietzsche défend de son côté que « tout ce qui est profond aime le masque », c’est-à-dire le théâtre en tant que représentation du monde dans sa complexité et son mystère. Encore faut-il savoir « théâtraliser » le monde, prendre la distance nécessaire avec ce qui se joue sur la scène de l’existence. Maud Gouttefangeas apporte la preuve par Mademoiselle Julie que la prise de conscience passe par le théâtre, en l’occurrence le théâtre dans le théâtre : 

« Jean, véritable protée, triomphe parce qu’il sait jouer, parce qu’il maîtrise ses rôles, clairvoyance que Mademoiselle Julie ne possède pas. « Vous avez dû fréquenter les théâtres », « Vous auriez dû être acteur », relève naïvement la jeune femme, tandis que Jean la met en garde : « Vous jouez trop sérieusement ; c’est ça qui est dangereux ! ». »

 Pour Nietzsche, le bon spectateur est celui qui a un « œil de théâtre », conscient, et par cela supérieur, de n’être qu’un point de vue. « Théâtraliser » devient synonyme de « distancier », ce que Strindberg traduit par « obliger l’œil à adopter une perspective inédite ». De ce fait, le théâtre strindbergien dans le sens du perspectivisme nietzschéen permet : 

« [...] d’apprendre à vouloir l’illusion comme telle, à se dépouiller d’un œil moral qui condamne le devenir, le multiple, l’apparence, au profit d’un autre œil, héraclitéen, capable de saisir la vie comme un jeu de forces où constructions et déconstructions alternent en toute innocence. »

### Pluralité d’une connaissance multiple cachée sous le masque des apparences
Le théâtre induit donc l’utilisation d’un « troisième œil » qui annule l’abstraction et la simplification de la connaissance conceptuelle. Dans cette optique, il est question d’apprendre à voir le développement pluraliste et dynamique des instincts sans prétendre le connaître. Pour Friedrich Nietzsche la pensée voit comme un théâtre où entrent en jeu des forces contradictoires. Aussi la théâtralité n’est-elle plus seulement d’ordre esthétique mais aussi d’ordre physiologique selon J. Goetschel  sans oublier que « L’esthétique n’est en fait qu’une physiologie appliquée Nietzsche dans Nietzsche contre Wagner . » Dans ce « théâtre des pensées » la vision peut atteindre ce qui se passe à l’intérieur du corps : 

« Je nie la « personnalité » et sa prétendue unité, et […] je découvre en chaque homme l’instrument de très diverses « personae » (et de masques), parce que « l’Esprit absolu » et la « connaissance pure » signifient pour moi des êtres fabuleux »

 Du coup, plus question de croire « aux caractères univoques du théâtre » et c’est ce que revendique Strindberg : « Mes âmes (caractères), explique Strindberg, sont des conglomérats d’éléments culturels anciens et actuels, de bribes de livres et de journaux, de fragments d’êtres humains, de bouts de vêtements de fête transformés en chiffons, tout comme l’âme est faite de bric et de broc ». Strindberg reprendra dans Mademoiselle Julie la remise en question radicale de la subjectivité et de la raison opérée par Nietzsche. La vérité/les vérités passe(nt) par la déstabilisation du personnage et du spectateur : « Quelle horrible puissance m’a poussée vers vous ? La faiblesse attirée par la force ? », demande Mademoiselle Julie à Jean avant de se perdre dans sa propre folie : « Je suis incapable de penser, incapable d’agir… ! », « je n’ai pas de moi ! ».
Nietzsche et Strindberg se sont influencés l'un l'autre, pénétrés eux-mêmes de sciences médicales modernes, en particulier la psychologie expérimentale de Ribot. Pour Strindberg, parmi les causes multiples de la folie de Julie, son état physiologique (ses règles) joue un rôle non négligeable. Il ne s'agit nullement de tout expliquer par le corps et d'abandonner l’âme. Strindberg précise bien : « Je n’ai pas procédé de manière exclusivement physiologique, pas plus que je n’ai cédé à la monomanie psychologique ». »
Nietzsche, lui, pense que la pensée dans la création théâtrale ne peut se décliner qu’au pluriel, dans une production dont ni le lieu, ni le cadre, ni non plus le parcours ne sont donnés à l’avance. Toutes les pensées, hétérogènes, sont donc création. Son théâtre des pensées paraît correspondre au renouveau théâtral sur les scènes européennes en quête de modernité. C'est ce qui fait dire à Jean-Pierre Sarrazac, observateur du Strindberg de Mademoiselle Julie que la dramaturgie « ne découle plus d’une
conception aristotélicienne, d’un drame dans la vie, mais qu’elle se confond avec le drame de la vie ». Le drame de Julie est, en quelque sorte, un drame nietzschéen.

## Mademoiselle Juliedans la généalogie de Schopenhauer
Nietzsche l'appelait « le vieux prophète ». Né le 22 février 1788 à Dantzig en Prusse, mort le 21 septembre 1860 à Francfort-sur-le-Main, le philosophe allemand a marqué son siècle de son empreinte. Son ouvrage majeur, Le Monde comme Volonté et comme Représentation, ignoré lors de sa parution, lui a valu d'atteindre vers la fin du siècle et bien au-delà de 1900 à une célébrité posthume inégalée. Aucun penseur n'a connu une telle influence aussi durable en son temps. Arthur Schopenhauer a dessiné au XIXe siècle la physionomie de l'homme moderne, un homme qui las de tout expliquer par la métaphysique essaie d'assumer sa condition selon la perspective qu'il s'est choisie : une vie intérieure régie secrètement par des pulsions irrationnelles qui l'isolent de ses semblables et de la nature, une sexualité dominatrice et triste, un refus systématique qui frise l'aveuglement lorsqu'il se juge innocent de son histoire personnelle comme de l'histoire collective, s'enracinant tout entier dans une inconscience fondamentale. Schopenhauer a donné Nietzsche et Freud ; il a aussi été à l'origine de toute une littérature qu'il a contribué à façonner de son désir de renouvellement : Tolstoï, Maupassant, Conrad, Proust, Pirandello, Kafka, Thomas Mann, Céline, Beckett, Bernhard. Sans oublier Strindberg.

### Une misogynie érigée en système de pensée
La misogynie de Strindberg puisée dans la pensée d'Arthur Schopenhauer a ceci de particulier que pas plus que sa source elle ne se veut caricaturale, agressive ou vindicative, ou construite subjectivement sur des éléments biographiques personnels. L'un et l'autre la déduisent — c'est du moins leur intention déclarée — d'une observation « scientifique » du sujet à examiner. Pour Schopenhauer, si les femmes peuvent avoir du talent, seuls les hommes sont capables de génie : 

« Avoir du génie, suppose une prééminence exceptionnelle de la sensibilité, ou des capacités d'observation et de perception, sur le système nerveux et les capacités de reproduction. Donc, il faut à la fois que le cerveau soit exceptionnellement développé, le front haut et large, mais aussi une vitalité corporelle à toute épreuve. [Le génie] tient son cerveau et l'organisation de son système nerveux en héritage de sa mère. De son père, il lui échoit un tempérament vif et passionné qui se développe dans une grande énergie cardiaque favorisée par une bonne circulation sanguine. »

Schopenhauer n'est certes pas le seul homme du XIXe siècle à croire et à déclarer que les femmes ne peuvent avoir de génie. De fait, si l'on tient compte de leur culture limitée pour la plupart du fait d'une scolarisation encore embryonnaire, un tel jugement peut à la rigueur se justifier. En revanche, l'explication fournie serait aujourd'hui inacceptable : cette inégalité intellectuelle est consubstantielle au sexe parce que basée sur des attributs physiques : un « développement exceptionnel du cerveau », ou « une vitalité corporelle à toute épreuve », sans compter « une excellente digestion [sic]. ». En fait, malgré le respect dû au génie philosophique de Schopenhauer, personne de sérieux aujourd'hui ne pourrait cautionner ce discours misogyne dû à une haine irrationnelle pour les femmes et sûrement sa relation avec sa mère. Johanna Schopenhauer était apparemment « une de ces personnalités fragiles, dont la représentation sociale est presque totalement dépourvue de sentiment vrai ». Et Arthur Schopenhauer fondera son exposé sur tous les exemples classiques de « méfiance névrotique » causée par le rejet maternel.

Or, Strindberg a bâti un système sur les mêmes principes basés sur des données autobiographiques similaires. La description de Julie dans la « préface » ressortit à un pseudo-scientisme qui cache des réalités bien moins objectives : 

« Mademoiselle Julie [...] hait l'homme. La demi-femme [...] n'est pas une bonne espèce, car elle n'a aucune résistance, mais elle ne s'en reproduit pas moins, en reconduisant sa misère de génération en génération. »

 Suit une explication qui, s'il elle s'adapte finalement assez peu au personnage, reprend parfaitement le discours de à propos de Schopenhauer en l'amplifiant : 

« Mademoiselle Julie est aussi [...] la victime de la disharmonie que le crime d'une mère a introduit dans une famille. [...] L'homme de science a supprimé la culpabilité [...], mais les conséquences de tout acte [...] ne peuvent être supprimées. »

 Jean, au contraire est un être supérieur, « un futur seigneur », « un fondateur de race » — et ce qui suit est la quasi reprise de Schopenhauer : « il a des sens très développés (odorat, goût, vue) ». En fin de compte, tout peut s'expliquer de la façon la plus simple et la plus banale : 

« Non seulement Jean se trouve être un homme qui s'élève, il est aussi supérieur à Julie parce qu'il est un homme. Sexuellement, c'est lui l'aristocrate grâce à sa force virile, ses sens plus évolués et son esprit d'initiative. »

Strindberg a-t-il les mêmes raisons de détester les femmes et d'imputer son mal-être, comme Schopenhauer et comme Julie, sur le rejet maternel ? Il suffit de lire une de ses fiches biographiques : 

« Son père, bien que pauvre, venait d'une bonne famille, sa mère avait été servante. La vie de famille n'était pas harmonieuse ; Strindberg a estimé qu'il avait été un enfant non désiré, et il a lui aussi souffert de la distinction de classe entre ses parents. »

### L'amour et la reproduction de l'espèce; vouloir-vivre et vouloir-se-reproduire
Dans ces conditions, comment peut-on encore croire à l'amour en dehors de ce vouloir-vivre qui pousse l'homme à l'acte sexuel pour la simple reproduction ? Pourtant, dans Le Monde comme Volonté et comme Représentation, Schopenhauer avoue qu'il s'agit là d'une question primordiale puisqu'au « Aucun thème ne peut égaler celui-là en intérêt, parce qu’il concerne le bonheur et le malheur de l’espèce, et par suite se rapporte à tous les autres […] ». Volonté et vouloir-vivre sont une seule et même chose ; la vie engendre souffrance, violence, désespoir dans ce vouloir-vivre sans repos. Pour Schopenhauer, l'amour est donc le résultat d'une pulsion, d'un élan aveugle, qui, perpétuant l'espèce, perpétue la souffrance. D'où ce phénomène assez inexplicable chez l'être humain : la honte et la tristesse qui suit la jouissance sexuelle.

En outre, pour Schopenhauer il n'y a aucune différence entre la passion et l'instinct. Il écrit : 

« Ma conception de l’amour […] apparaîtra trop physique, trop matérielle, si métaphysique et transcendante qu’elle soit au fond. »

 De fait, puisque Schopenhauer oppose intellect et volonté, il est logique qu'il accorde la primauté du vouloir-vivre sur l'intellect dans la sexualité ce qui implique que « les pensées nettement conscientes ne sont que la surface ». Précurseur de Freud, en quelque sorte, il affirme que ce qui est caché, le moins conscient et le plus obscur de l'acte sexuel est ce qui est le plus déterminant et de plus profond : le vouloir-vivre et son corollaire, le vouloir-se-reproduire.
Schopenhauer ne va pas jusqu'à confondre entièrement l'instinct sexuel et le sentiment amoureux. Le choix des amants reste pour lui une énigme de la psychologie amoureuse de l'être humain individualisé. Pourtant l'amour qui engendre le besoin de reproduction par le vouloir-vivre constitue l'histoire tragique de l'humanité. La lucidité conduit l'homme à prendre conscience de sa propre mort ainsi que de la mort des êtres qu'il a générés. L'idéal serait donc de renoncer à la procréation.

### Un pessimisme ancré dans la pulsion de mort et l'instinct de vie
L'homme souffre. C'est un fait et le pessimisme de Schopenhauer repose sur un constat non sur une idée ou un concept. Qui plus est : si l'homme souffre de son environnement, de ses maux, de ses échecs, il souffre surtout parce qu'il est homme et que la souffrance est un de ses constituants vitaux. L'une des raisons essentielles est la suprématie de la volonté, « tendance vers » sur l'intelligence.
La volonté en tant que « tendance vers » restant sans finalité précise demeure sans repos puisque sans espoir d'accomplissement. Elle n'existe qu'à l'état de pulsion inassouvie qui, sans cesse en quête d'autre chose, n'existe que pour elle-même sans espoir d'une fin. Nous interdisant la quiétude, elle se heurte à toutes les résistances naturelles ou sociales et aussi aux autres hommes. Elle explique par conséquent l'éternel combat pour la survie ainsi que la guerre. En réalité, le désir comme la volonté est le résultat d'un manque d'où la souffrance au cœur de toute existence.
Pourquoi l'être conscient souffre-t-il ? Parce que sa volonté oscille entre le besoin et l'ennui qui suffit à lui seul à expliquer la vie sociale. La peur de la solitude conduit l'homme à se fuir dans la rencontre de l'autre. Schopenhauer retrouve ici la pensée 136 du « Divertissement » pascalien : « Tout le malheur des hommes vient d'une seule chose, qui est de ne savoir pas demeurer en repos dans une chambre ». Pour les deux philosophes, vivre seul est une prison dont il faut pour l'un s'évader, pour l'autre se divertir.

Toute tentative d'échappatoire par un accès — forcément temporaire — au bonheur est un leurre. La première fausse possibilité serait d'augmenter la fréquence entre phases de désir et phases de satisfaction. Strindberg prouve assez dans sa pièce que cette accélération du rythme binaire (ou bipolaire) précipite la catastrophe : 

« [...] et nous deviendrons riches — et nous nous construirons une villa sur le lac de Côme — bien sûr il y pleut un peu de temps à autre — mais (plus lent) je suppose que le soleil brille quelquefois — même si cela paraît lugubre... et... alors, après tout — nous pourrons retourner à la maison — et revenir (silence) ici — ou ailleurs... [...] Je ne crois plus à rien, à rien du tout. »

 La seconde serait le recours à l'art et à la philosophie qui permet l'évasion dans l'observation du monde devenu extérieur à soi par une distanciation volontaire. Cependant, Schopenhauer se rétorque à lui-même que se placer ainsi hors du monde est le propre d'âmes sensibles qui se condamnant à la solitude souffrent davantage encore que le commun du tragique de la condition humaine.
Finalement, puisque le vouloir-vivre, Wille zum Leben, devient absurde, Schopenhauer devrait aboutir à la conclusion logique du suicide. Strindberg, héritier de cette théorie schopenhauérienne du malheur, ne donne à Julie d'autre issue que de mettre fin à ses jours, ce que Boris Vian, dans sa postface, appelle « un dénouement cruel et biologique ». Le disciple est en l'occurrence plus radical que le maître pour lequel la volonté est aussi « désir de vivre ». En réalité, pour lui « ce n’est pas l’amour de la vie qui nous retient mais la peur de la mort ». Notre volonté est aussi tendance vers la vie, malgré la pulsion de mort où nous conduit le pessimisme engendré par notre condition.

Que reste-t-il de Schopenhauer dans le Mademoiselle Julie de Strindberg ? Il est loisible de constater que si Julie est un personnage schopenhauérien, Jean n'a rien d'un pessimiste qui se bat contre une pulsion de mort à laquelle il semble parfaitement étranger du moins pour lui-même. Julie est la grande perdante de ce duel amoureux sans amour véritable, qui oppose une femme et un homme, certes, mais une femme conditionnée par ses seuls instincts et un homme qui sait à peu près où il va, gonflé d'ambition, sans trop de scrupules ni d'intérêt pour l'autre. En fait, le combat est truqué d'emblée tant Julie part avec un handicap multiple : sa naissance, son sexe, ses troubles physiologiques, sa faiblesse de caractère, sa culpabilité [...]. Même d'un point de vue uniquement philosophique, les dés semblent pipés. Mais Strindberg avait prévenu son lecteur-spectateur dès la « préface » : 

« Si la plupart des gens éprouvent un sentiment de tristesse au spectacle de ma tragédie, ils ne doivent s'en prendre qu'à eux-mêmes. »

## Le point de vue de Juliette Binoche

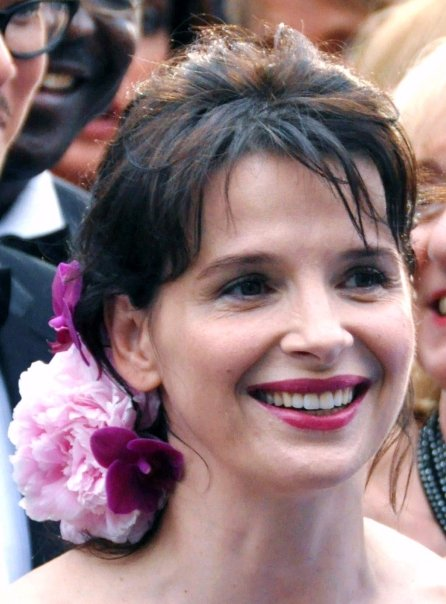
Juliette Binoche, une Julie « évidente ».

Yann Plougastel, en exergue d'un article du 9 juillet 2011, précise que « la rencontre de Juliette avec Julie semble évidente ». Pour lui, les questionnements, l'énergie déployée et l'extrême lucidité du personnage de Strindberg rejoignent ceux de la comédienne qui l'incarne. En fin de compte, au cours de cet entretien que Juliette Binoche, la Julie de Frédéric Fisbach, lui a accordé entre deux répétitions de Mademoiselle Julie au festival d'Avignon, le journaliste cherche à mieux cerner la personnalité extrêmement complexe de la jeune aristocrate créée par le dramaturge suédois à travers ce que la jeune actrice française en a compris et ressenti. Mais le grand intérêt de cette interview est de mettre en relief la condition féminine, voire le féminisme exprimé par Julie et Juliette, en opposition avec la misogynie de Strindberg. 

### Une réflexion de Strindberg sur la condition féminine
Peut-on parler de surinterprétation de mademoiselle Julie par madame Juliette ? Le risque n'est pas à écarter tant l'identification, souvent inéluctable chez les comédiens, est ici poussée à son paroxysme. La femme Juliette Binoche se pose la question incessante de la femme Julie : « Qu'est-ce que l'amour ? » Strindberg se refuse à y répondre sauf peut-être dans l'excès de lucidité qu'il lui accorde sur son passé juste à la fin de la pièce : 

« J'avais de la sympathie pour mon père, mais j'ai pris le parti de ma mère. [...] Elle m'a appris à me méfier des hommes et à les haïr [...] et je lui ai juré que jamais je ne deviendrais l'esclave d'un homme. »

 Cette confession que Strindberg place dans la bouche de son personnage est pour Juliette Binoche une des clefs de la condition féminine actuelle. Elle évoque, pour elle, de grandes figures du féminisme comme George Sand, avec tous les principes que l'éducation a tenté d'inculquer aux femmes.

Et, Juliette Binoche de citer la Préface de Strindberg : 

« Mademoiselle Julie est un caractère moderne. Certes, la demi-femme, la contemptrice de l'homme a existé de tout temps, mais aujourd'hui on la découvre, elle apparaît en pleine lumière et elle fait du bruit. La demi-femme est un type qui fraie son chemin ; elle se vend maintenant contre du pouvoir, des décorations et des diplômes, comme elle se vendait autrefois contre de l'argent. »

 Là où la plupart déplorent la misogynie de Strindberg, Binoche se reconnaît, femme moderne, dans ce « demi-femme », « moitié homme, moitié femme ». Pour elle, ce qui fait le malheur de Julie est d'être une femme qui n'a pas eu la place d'être une femme, ce qui explique ses contradictions, son absence de repères, ses dégoûts... Binoche avoue qu'elle aussi a eu du mal à se trouver telle qu'en elle-même. Et l'actrice s'est reconnue dans le caractère de Julie : 

« C'est le travail qui m'a permis de me découvrir. Face à un texte, à des émotions, on apprend énormément sur soi. En jouant Mademoiselle Julie, j'ai perçu que mon côté masculin ne pouvait exister que si j'acceptais mon côté féminin. Je ne peux agir qu'à partir du moment où je reçois. »

 Tel est donc le drame intime de la Julie de Strindberg : elle ne reçoit rien et ne veut rien recevoir. Un fait symptomatique : Isabelle Adjani, autre Julie célèbre, arrêta la pièce en 1983 à cause de ses relations avec l'acteur incarnant Jean... Une autre rébellion de « demi-femme » ? 
L'interviewer regrette de ne pas avoir interrogé l'actrice sur certaines sources possibles de la pièce : la mère de Strindberg, initialement servante de son père ; la première représentation à Copenhague en 1888 avec Siri von Essen la propre épouse de Strindberg qui avait une liaison avec Viggo Schiwe, l'acteur qui jouait Jean (!) ; la liaison de Strindberg avec Marthe, la jeune bonne ; le suicide de Victoria Benedictsson, une collègue écrivain. Mademoiselle Julie est une pièce périlleuse, constituée de tous ces drames.

### «Je n'ai pas de moi!»
Pourquoi Juliette Binoche comprendrait-elle mieux Julie que tous les analystes qui se sont penchés sur ce cas épineux ? Parce que le théâtre, la famille des Binoche, lui semble une communion, une unité partagée. Entre un public, des acteurs et un dramaturge ? Certes, mais aussi avec des personnages, des « caractères ». Juliette Binoche a ressenti le même appel du vide que Julie : 

« Jouer c'est se mettre à nu, se placer dans une vulnérabilité extrême. Parfois, on n'arrive pas à plonger et on ne sait pas pourquoi. C'est extrêmement déroutant et angoissant. Comme lorsque Julie dit : "Je fais parfois un rêve dont je me souviens tout à coup : je suis perchée en haut d'une colonne et je ne sais pas comment descendre ; en regardant en bas, j'ai le vertige, je dois descendre, mais je n'ai pas le courage de m'élancer ; je n'arrive pas à m'agripper, je voudrais tomber, mais je ne tombe pas." »

 Binoche aurait-elle été jusqu'à dire, avant son analyse : 

« Le mépris de mon propre sexe qui a fait de moi un être moitié femme moitié homme ! À qui la faute ? À mon père, à ma mère, à moi ! Mais je n'ai pas de moi ! »

Yann Plougastel termine son article sur cette pensée d'Arthur Adamov : 

« Quand on dit Strindberg, à quoi pense-t-on d'abord ? À un incessant règlement de comptes entre des êtres dressés les uns contre les autres dans une perpétuelle revendication, une perpétuelle protestation, qui crient et se jettent à la figure la note de tous les actes mauvais qu'ils se reprochent, actes du passé qui salissent le présent et compromettent l'avenir. »

Et si, finalement, Juliette Binoche avait raison, qui aura le dernier mot : 

« Mademoiselle Julie, c'est Hamlet au féminin. »

## Principales mises en scène en France
| Année | Titre / Mise en scène                                                                                             | Lieu / Distribution |  |
| ----- | --- | --- |  |
| 1893  | Mademoiselle Julie / André Antoine                                                                                | Théâtre-Libre |  |
| 1919  | Mademoiselle Julie / Georges Pitoëff                                                                              | Théâtre Pitoëff de Genève / Ludmilla Pitoëff, Georges Pitoëff, Nora Sylvère |  |
| 1955  | Fröken Julie d'August Strindberg / Alf Sjöberg                                                                    | Théâtre Sarah-Bernhardt |  |
| 1959  | Mademoiselle Julie / Antoine Bourseiller                                                                          | Compagnie Théâtre d'aujourd'hui / Chantal Darget, Henri Serre, Véra Feyder |  |
| 1973  | Ce que les femmes préfèrent de Jean-Pierre Bisson / Jean-Pierre Bisson Mademoiselle Julie / Jacques Baillon       | - Théâtre Nanterre-Amandiers / Jean-Pierre Bisson, Anouk Ferjac, Christine Fersen, Luce Mélite, François Lafarge - Centre culturel suédois / Cléo Athanasiou, Jacques Baillon, Luce Berthommé, Henry Pillsbury                                                                        |  |
| 1976  | Mademoiselle Julie / Alain Rais                                                                                   | Spectacles de la vallée du Rhône (Valence) / Marianne Auricoste, Claude Leblond, Martine Grimbert |  |
| 1977  | Mademoiselle Julie / Jean-François Fraysse et Serge Bédourède                                                     | Festival Sigma (Bordeaux), Espace Théâtre / Jenny Arasse, Jean-François Fraysse, Marikke de Stoppeleire |  |
| 1979  | Mademoiselle Julie / Jean Meyer                                                                                   | Théâtre des Célestins / Yolande Folliot, Jean-Pierre Andréani, Agnès Chentrier |  |
| 1983  | Mademoiselle Julie / Christian Benedetti (avec Isabelle Adjani) // puis Andréas Voutsinás (avec Fanny Ardant)     | Théâtre Édouard VII / Isabelle Adjani puis Fanny Ardant, Niels Arestrup et Brigitte Catillon |  |
|       | | |  |
| 1986  | Mademoiselle Julie / Georges About                                                                                | Théâtre d'art moderne de Paris / Alix de Konopka, Steve Kalfa, Claire Faucher-Beaufort |  |
| 1988  | Mademoiselle Julie / Matthias Langhoff                                                                            | Théâtre de l'Athénée / Laurence Calame, Michèle Car, François Chattot, Martine Schambacher |  |
| 1994  | Mademoiselle Julie / Hellmut Reinke                                                                               | Printemps des comédiens (Montpellier) / Charlotte Foissey, Danielle Imperato, Mostéfa Djadjam |  |
| 1995  | Mademoiselle Julie / Henri Ronse                                                                                  | L'Atelier à spectacle (Vernouillet) / Marie Poumarat, Monique Ghysens, Reno Rikir |  |
| 1996  | Mademoiselle Julie / Jacques Kraemer                                                                              | Théâtre de la Tempête / Emmanuelle Meyssignac, Maxime Leroux, Catherine Depont |  |
| 2004  | Mademoiselle Julie / Pierre-Marie Carlier                                                                         | Espace Daniel-Sorano (Vincennes) / Karine Mauran, Dominik Bernard, Ivola Pounembetti |  |
| 2006  | Mademoiselle Julie / Jacques Vincey                                                                               | L'Hexagone (Meylan) / Cécile Camp, Mélanie Couillaud, Vincent Winterhalter |  |
| 2010  | Mademoiselle Julie / Géraldine Martineau                                                                          | La Loge (Paris) / Maud Wyler, Sylvain Dieuaide, Agathe L'Huillier |  |
| 2011  | Mademoiselle Julie / Frédéric Fisbach Mademoiselle Julie / Christian Schiaretti Mademoiselle Julie / Diane Ouimet | - Gymnase du lycée Aubanel (Avignon) / Juliette Binoche, Nicolas Bouchaud, Bénédicte Cerutti - Théâtre national de la Colline / Clémentine Verdier, Clara Simpson et Wladimir Yordanoff - Théâtre Denise-Pelletier (Montréal) / Christelle Juteau, Marie-Ève Larivière, Bryan Morneau |  |
| 2012  | Mademoiselle Julie / Jasmina Douieb Mademoiselle Julie / Robin Renucci Mademoiselle Julie / Christian Schiaretti  | - Théâtre royal du Parc (Bruxelles) / Anouchka Vingtier, Fabrice Rodriguez, Catherine Grosjean, Liborio Amico (musicien) - Tréteaux de France (Paris) / Marilyne Fontaine, Thierry Godard, Nade Dieu - TNP Villeurbanne / Clémentine Verdier, Clara Simpson, Wladimir Yordanoff       |  |
| 2019  | Mademoiselle Julie / Julie Brochen                                                                                | - Théâtre de l'Atelier (Paris) / Anna Mouglalis, Xavier Legrand, Julie Brochen |  |

Source : Les Archives du spectacle.

## Adaptations

### Cinéma

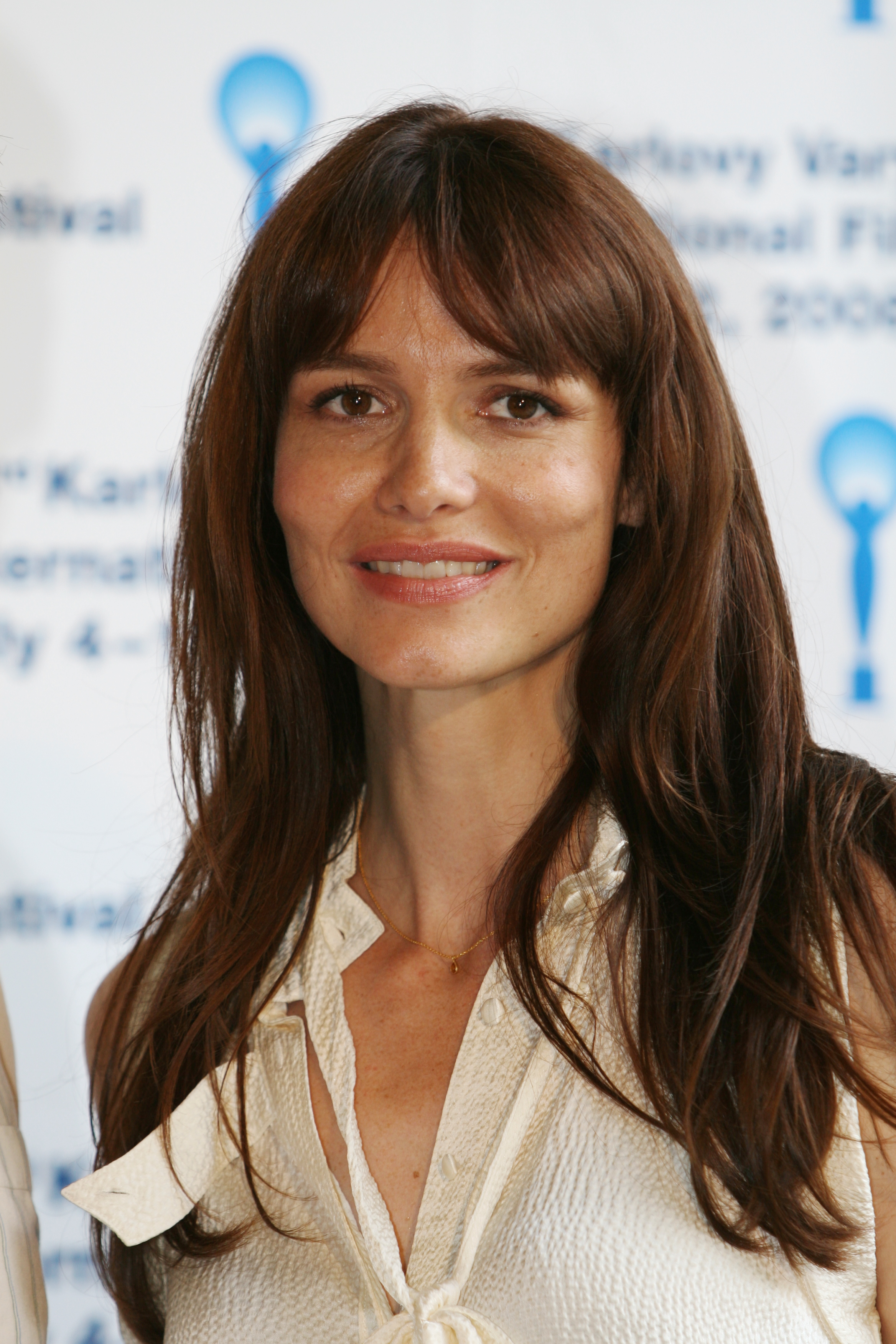
Saffron Burrows, la Julie de Mike Figgis au Festival international du film de Karlovy Vary en 2008.

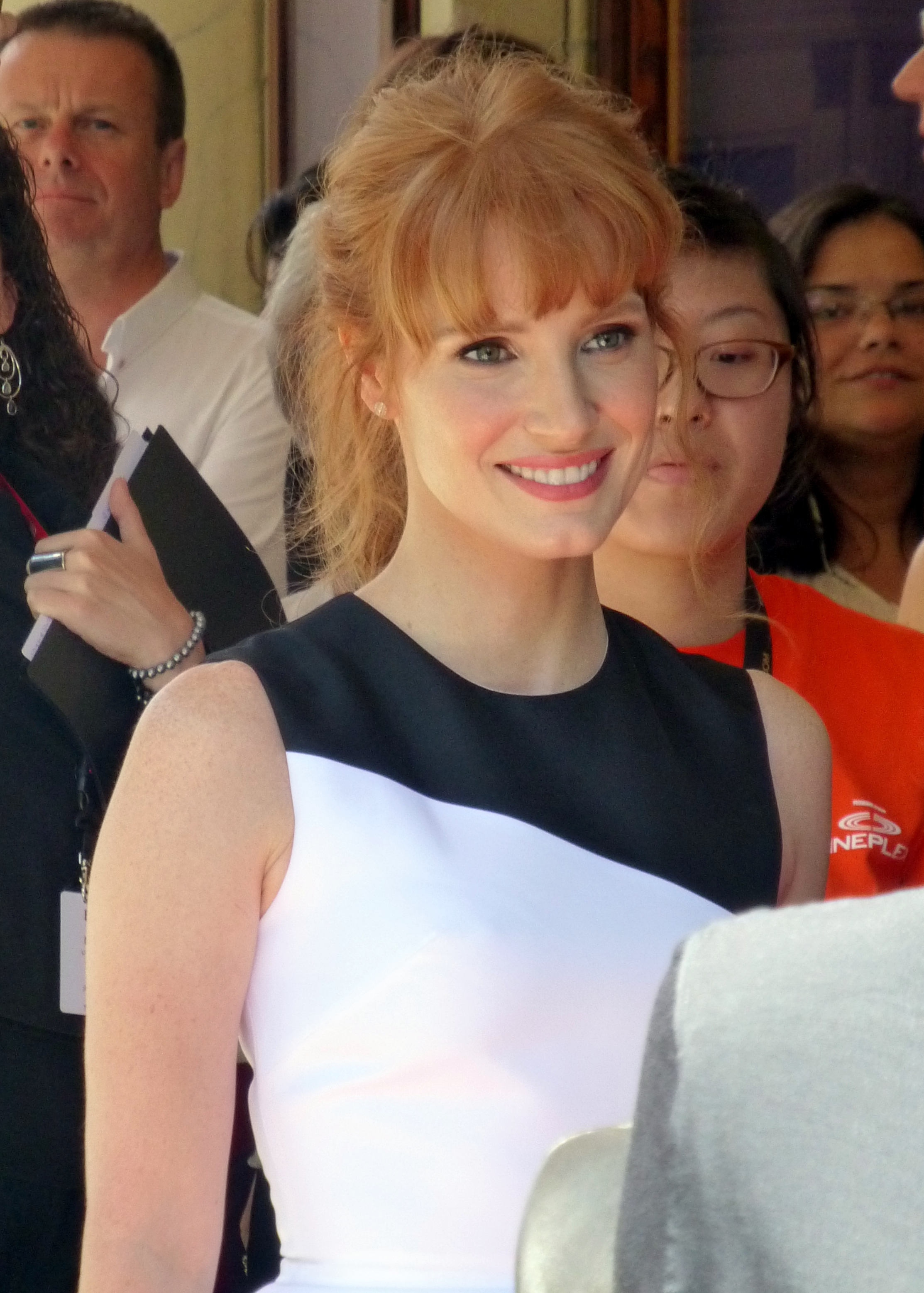
L'actrice américaine Jessica Chastain incarne aussi le personnage dans un long-métrage écrit et réalisé par Liv Ullmann.

La pièce a été adaptée plusieurs fois au cinéma, notamment en 1951 par Alf Sjöberg. Un critique anonyme écrit : « Le cinéaste suédois Alf Sjöberg renouvelle dans cette adaptation récompensée par le Grand Prix du festival de Cannes la pièce d'August Strindberg (1888). Il place dans la bouche des personnages à la vie trépidante les paroles cinglantes du témoin incomparable de l'état de dégradation des relations hommes-femmes. Mademoiselle Julie décrit de manière vivante la bataille des sexes et des classes qui s'ensuit lorsque la fille d'un homme d'affaires prospères (Anita Björk dans une performance où elle se donne entièrement et avec violence) tombe amoureuse de l'employé de son père. Célébrée pour l'excellence de son art cinématographique (et censurée dès sa première sortie aux États-Unis pour son contenu), le film de Sjöberg marque un tournant important du cinéma scandinave. ».
Plus récemment en 1999 Mike Figgis reprend le thème de la pièce et réalise Miss Julie avec Saffron Burrows et Peter Mullan, tandis que Liv Ullmann l'adapte à nouveau en 2014 sous le titre de Mademoiselle Julie (Miss Julie) avec Jessica Chastain et Colin Farrell.

### Télévision
Le 26 juillet 2011 France 2 a diffusé Mademoiselle Julie dans la mise en scène de Frédéric Fisbach. Il s'agissait d'une « captation » pour le petit écran du spectacle du festival d'Avignon, réalisée par Nicolas Klotz, avec Juliette Binoche (Julie), Nicolas Bouchaud (Jean) et Bénédicte Cerutti (Christine).
Quinze jours de tournage, pendant les répétitions et les premières représentations, avaient été nécessaires à Nicolas Klotz pour réaliser ce « film de théâtre ». La gageure tenait dans le calendrier de montage : même si la caméra se voulait au plus près des acteurs, le réalisateur entendait ne pas se séparer du public. Il fallait donc diffuser le film avant la fin du festival d'Avignon.
« La parole, les voix ont un rôle aussi important que les visages, les regards, et les corps », affirme le cinéaste, réalisateur pour la télévision, après avoir posé un principe technique qui peut sembler secondaire : « Nous serons extrêmement attentifs à la lumière et notamment sur la manière dont nous pourrons l’adoucir pour les gros plans de Juliette Binoche. » Excès de zèle ou perfectionnisme contemporain ? En fait, un « cinéaste très visuel » ne pouvait qu'être tenté par l'expérience, une expérience préparée, présentée par Strindberg lui-même dans sa « préface ». Le point de vue technique du dramaturge rejoint celui du cinéaste et ce n'est pas la moindre curiosité d'un passage écrit par le Suédois avant même l'invention du cinéma : 

« Une autre innovation [...] serait de supprimer la rampe, [...] éclairage [ayant] pour mission de rendre le visage des acteurs plus large. [...] Est-ce que cet éclairage d'en dessous n'efface pas quelques traits très fins dans la partie inférieure du visage, en particulier les mâchoires ? ne falsifie-t-il pas la forme du nez, ne projette-t-il pas des ombres sur les yeux ? [...] Il est certain que les acteurs en souffrent, de sorte que le jeu si expressif des regards est perdu : la lumière de la rampe frappe la rétine en une partie qui reste généralement dans l'ombre (sauf chez les marins, qui voient dans l'eau le reflet du soleil), et c'est la raison pour laquelle il n'est rarement d'autre jeu de regards que le roulement d'yeux vers les côtés ou vers la galerie, qui révèle le blanc de la cornée. On pourrait aussi attribuer le fatigant clignotement des actrices aux mêmes raisons. Et lorsqu'on veut s'exprimer au théâtre par le regard, il ne reste que la mauvaise solution de regarder le public, d'entrer directement en contact avec lui en dehors du cadre de la scène, mauvaise habitude s'il en est. C'est ce qu'on appelle, à tort ou à raison, “dire bonjour aux amis”. »

En réalité, le travail du cinéaste d'aujourd'hui est facilité — ou compliqué — par les remarques du dramaturge. On retrouve dans ce passage, mieux qu'une direction d'acteurs, mieux qu'une didascalie externe, le point de vue d'un éclairagiste de talent dont le génie d'observation, essentiellement naturaliste, est rarement élevé à ce niveau. On y retrouve aussi des conseils précieux qui auraient probablement aidé les actrices du cinéma muet... Mais il est certain que les choix techniques de Nicolas Klotz sur les gros plans doivent beaucoup au Suédois et à ses recherches en matière d'innovation théâtrale.[Interprétation personnelle ?]

### Musique
La pièce a été également adaptée en opéra par le compositeur britannique William Alwyn ainsi que par le belge Philippe Boesmans en 2005 avec Julie, adapté par Luc Bondy.

### Ballet
Birgit Cullberg chorégraphie la pièce dans un ballet en un acte, Mademoiselle Julie (sv), sur une musique de Ture Rangström. Le ballet est créé à Västerås le 1er mars 1950.